# 惡魔奶爸
《惡魔奶爸》是日本漫畫家田村隆平的日本漫畫作品。日本於集英社的週刊少年JUMP連載，台灣由東立出版社的寶島少年連載。在集英社《週刊少年JUMP》的第4回金未來杯受賞，後在週刊少年JUMP2009年13號開始連載。話數單位是「叭噗○○」。2011年1月推出電視動畫版，全60話。
漫畫已經於2014年2月18日完結，《週刊少年Jump的增刊號》連載「惡魔奶爸 番外篇」完結。

## 劇情
- 魔王與東邦神姬 （漫畫：1-5卷／动画：1-21話）

就讀不良少年比率達120%的石矢魔高中的主人公男鹿辰巳，有一天在河邊打架的時候遇見了從上游漂來的大叔，男鹿揍了大叔一拳，上岸之後大叔卻突然分成了兩半，驚魂未定之餘又發現了大叔體內有個小嬰兒——卜寶，這個小嬰兒竟然是來自魔界未來的魔王！男鹿也莫名其妙的成為魔王的父親，從此開始了災難性的生活。為了脫離這種生活，男鹿希望將卜寶交給石矢魔最強的四人——東邦神姬照顧。男鹿先後輕易打敗神崎和姬川，即使實力較強的身為烈怒帝瑠總長的邦枝亦不能打敗男鹿，更因為識破MK5的離間計而成為朋友。經過這些事件後，男鹿與卜寶漸漸親密，但因為卜寶突然發高熱而失去理智而離開男鹿，更因為誤認東条為男鹿而跟隨他，事情最終會如何發展？
- 聖石矢魔與六騎聖 （漫畫：6-9卷／动画：25-36話）

從魔界回來後，因校舍被毀，男鹿、古市與東邦神姬等人轉學到聖石矢魔學園上學。本來一直還算相當無事，不過男鹿曾經與其他學生打架，而令聖石矢魔的六騎聖開始對石矢魔的學生偷偷展開肅清行動。其後神崎因為其手下被聖石矢魔的學生弄至重傷而尋仇，可惜被六騎聖之一的三木打敗，三木更向男鹿等人挑釁使男鹿等人與六騎聖之私下決鬥，可惜最終被六騎聖之首的出馬阻止。事件被聖石矢魔老師知道後，向男鹿、古市和東邦神姬等人勒令退學，不過在姬川與訓導主任一番交涉下，決定給男鹿等人與六騎聖在校慶時進行排球對決，嬴了便不用退學。與此同時，希路達為調查僭伏於聖石矢魔的惡魔而轉學到男鹿的班級上……
- 魔王的修行 （漫畫：9-13卷／动画：37-51話）

在男鹿等人與六騎聖的排球比賽結束後，石矢魔與聖石矢魔的學生終於可以和平共處。有一天，在石矢魔畢業的早乙女老師到聖石矢魔擔任石矢魔學生的班主任，令希路達懷疑早乙女是貝黑莫德34柱師團的人，更大打出手，不過輕易地被早乙女制服並向她警告男鹿要增強力量，否則便會死掉。另外，卜寶的哥哥焰王到了人間界並與男鹿、古市和希路達對話以說明目的。就在對話結束後，邦枝、希路達、男鹿、出馬和東条先後分別被柱師團的拿格、古拉菲爾和黑卡多斯襲擊，雖然被早乙女一人之力擊退三人，但希爾德亦身受重傷。男鹿、邦枝、東条和出馬有感自己能力不足，所以各自展開了修行，以迎接未來的挑戰。另一方面，古市和拉米亞為找出焰王所在之處，而和神崎、姬川、烈怒帝瑠等人一起與焰王進行線上遊戲對決……
- 惡魔野學園 （漫畫：14-16卷／动画：58-60話）

經過一段時間後，石矢魔的校舍重建完畢，但學校竟變成了「惡魔野學園」。原來這是貝黑莫德34柱師團前團長——貝黑莫德的意思，建立學校是為了可以教育焰王。貝黑莫德帶同團長賈巴沃克拜會男鹿和捉走希爾德，以取代焰王身邊的侍女惡魔照顧他。男鹿為救回希爾德而與賈巴沃克對決，可惜不敵(動畫改成成功救回)。男鹿為救回希爾德和完成暗黑武鬥，聽從早乙女的意見和邦枝到斬首島修行。另外，石矢魔的學生為能奪回校舍而跟隨早乙女修行以增強實力，與此同時，六騎聖和原本是焰王的侍女惡魔亦為此事出一分力與惡魔野學園對抗。其後，男鹿與邦枝學成歸來，便闖入惡魔野學園打算救出即將被洗腦的希爾德，但竟然要打敗柱師團全員一共394人才可以救出她……
- 修學之旅 （漫畫: 16-18卷）
- 聖馬克斯修道學院 （漫畫: 18-19卷）
- 古市時代 （漫畫: 19-20卷）
- X'mas （漫畫: 20-21卷）
- 殺六緣起 （漫畫: 21-27卷）

一陣子之後，石矢魔校舍二度重建，從各校轉回的六大新興勢力分別為｢富士山｣，｢老鷹｣，｢茄子｣，｢扇｣，｢煙草｣，｢座頭｣，開學後不久，男鹿便與殺六緣起的｢茄子｣─奈須洋平對上，經過第一次對峙之後，奈須宣稱要擊潰男鹿一夥人並將卜寶帶走，但在神崎和男鹿的活躍下依舊不敵。但使用暗黑武鬥的男鹿因而跟卜寶身心對調，甚至被林檎綁架，但也讓邦枝再次回到烈怒帝瑠並把林檎打敗。然而，姬川跳槽，加入『帝王』鷹宮組（其實是為了買下運行開關），之後把東條給打敗，更一手策劃綁架古市。事後被姬川抓走的古市發現奈須的惡魔之力來自｢所羅門商會｣，而商會的目標便是卜寶，正當古市要將此情報告訴男鹿時，鷹宮的三位王臣便出手阻止，可惜三人不敵接受短暫惡魔契約的古市，然而古市卻遭鷹宮壓倒性擊敗，隨後男鹿趕到並與鷹宮進行對決，對峙時，鷹宮的惡魔-路西法將古市的靈魂抽出並分成六塊，必須在天亮之前將六塊集齊，否則古市將死去，就在對話將結束時，東條出手攻擊了鷹宮，拉米亞、神崎與邦枝也趕到現場，墮天與聖組將進行總體戰，但就在男鹿要將鷹宮擊敗時，姬川利用「運行開關」斷絕了男鹿與卜寶的連接，此舉其實為了讓卜寶積存魔力並在一瞬間爆發出來，此時正受挨打的男鹿，即將反擊……
- 完結篇 （漫畫: 27卷）
- 番外篇 （漫畫: 28卷）

## 角色列表
- 聲優配音順序為：電視動畫、OAD版本/ 廣播劇VOMIC版本 
  - 只有記載1名聲優配音的即為電視動畫版。

※備註：香港版配音有Animax與香港電視網絡（HKTV）兩種不同的版本。

### 主要角色
男鹿辰巳
本作主人公。天生就擁有打架才能，出生後三個月便跟姊姊（美咲）第一次打架，結果輸了。到了小學時代，實力已經進步到足以抗衡暴走族。打架所向披靡，被譽為「太保惡魔・火爆浪子」、「帶子太保」。除了有關打架的事以外，平時做事沒有什麼幹勁，有些懶惰，在家的消遣為打電玩。對於沒有什麼實力的手下敗將男鹿便很快忘掉。*說話與行事風格直接，不太聰明。天生的虐待狂，遇上挑釁的對手會無情收拾掉，亦愛先發制人，擅長以拳頭作戰。然而身為「石高不敗傳說」，眼神總是很兇惡，常在午睡被偷襲。曾發誓不再幹架，最後仍為了朋友以正當防衛為藉口反擊。和古市為好友，但卻時常捉弄他。在不經意的狀況下撿到卜寶，而被卜寶選為父親並訂下契約，證明「蠅王紋」刻在右手背。平常會帶卜寶到學校，也會使用嬰兒玩具作為武器。經常承受卜寶的哭聲電擊。對帶著未來的魔王心存芥蒂，至今仍積極尋找卜寶的新奶爸，但心裡已經建立起是卜寶老爸的想法。被希路達評價為「散發著水溝般臭氣的水溝男」。由於卜寶在男鹿上學時也不離身，希路達又被大家誤認為卜寶的母親，所以男鹿被同校學生誤會是希路達的老公（丈夫）私地下兩人被稱作「最兇惡夫妻/惡魔夫妻」。因此男鹿的綽號又有「帶子太保」的稱號。一開始男鹿為了將卜寶丟給別人而在石矢魔高中尋找強者，並遇上「東邦神姬」，最後打敗東条成為石矢魔高中最強。卜寶身患「王熱病」時，一度斷絕聯繫（右手背的蠅王紋消失），重獲聯繫後不藉魔力，只憑對卜寶的約定和實力，在全體學生戰爭中戰勝東条，成為新的「石矢魔高中最強」並且「帶子太保」綽號變為「帶子老大」。事件後強制轉學至聖石矢魔高中（因男鹿為了釋放手臂的魔力而將學校打爛），收山村和也為小弟，曾被灌入超大量的魔力。在聖石矢魔高中裡，有不少力量型運動和隱世高人，所以受到的挑戰比以前多許多。國中時曾和古市、三木久也為經常混在一塊的好友，但因一次幫助三木將帝毛高工的霧矢令司打傷，因此被霧矢等人追殺，為了不讓三木捲入而故意把他打了一頓，使得三木懷恨在心。學園祭排球戰後解開了與三木的誤會，在與六騎聖分出勝負後出馬要對他提出了有關惡魔的事情，令男鹿感到相當訝異。後碰上焰王，得知大魔王派焰王來消滅人類一事之後，在與希路達回家途中碰到柱師團的柱將黑卡多斯，並被打敗。對於邦枝葵的柔弱、希路達的溫順，以及各種接踵而來的事情感到很火大（其實是不甘心自己太弱，無法守護想要守護的人事物）。於希路達養傷期間決定找邦枝葵的爺爺進行修行，獨自進行劈石頭，最後終於成功將一塊比自己還巨大的巨石劈開。修行後期與卜寶接受了早乙女的指導。在希路達與柱師團二度交戰時歸來，能自由運用卜寶的力量，並加以強化招式「魔王的烙印」，將黑卡多斯等人擊敗。與34柱師團的惡魔一戰後，因為使用「超級喝奶時間」過久，導致了和卜寶身心對調的情況，並被希路達稱呼「水溝男少爺」。與希路達找尋復原的方法時，卜寶使用男鹿的身體亂跑，碰上了邦枝葵。雖然身心對調的副作用復原了，但恰好接下了希路達與邦枝葵的攻擊。為了奪回希路達，跳到巨型巴哈姆特索多姆身上，與賈巴沃克展開戰鬥，但不敵賈巴沃克，連施展的「蠅王的紋章‧三連鎖」都被對方輕鬆擋下。雖成功讓索多姆吐出希路達，但希路達選擇讓男鹿與卜寶安全撤退，自願被抓回去。事後為了準備與焰王的戰爭並奪回希路達接受了早乙女跟斑鳩的訓練；訓練完畢後獨自一人與卜寶前往惡魔野學園開戰，僅只一人就擊倒六名柱將與一名柱爵，並且與東条聯手對付賈巴沃克，然而新練成的「暗黑武鬥」對賈巴沃克竟也無效，東条也遭到擊倒。最後男鹿以「爸爸開關」將其完全擊敗。殺六緣起篇中，為了和殺六緣起對抗，與之前一起在聖石矢魔上課同班的部分學生組成聖石矢魔高中組，簡稱聖組，並且因猜拳卜寶獲勝的關係而間接成為聖組老大。事實上邦枝葵、神崎一、夏目慎太郎、東條英虎等人早已認同男鹿是老大。與神崎對上騷靈高中組，在與奈須的對決中，幾乎沒使用紋章術，初期處於劣勢，在神崎打敗奈須手下時，使出「爸爸開關－我」和「爸爸開關－不卜交」使奈須重傷，後奈須使出了「分身」，最後以「暗黑武鬥+爸爸開關－噠」將其擊敗。因使出「暗黑武鬥」與卜寶身心交換，而卜寶卻使用男鹿的身體到處亂跑，遭到鳳城綁架。與邦枝葵會合後，前往鳳城所在之地。在鳳城要給予邦枝葵致命一擊時，出手救了邦枝葵，後邦枝葵出現了「王臣紋」並打敗鳳城。與鷹宮對決時，大量使用紋章術攻擊鷹宮，但對鷹宮沒有效用。後以「煙滅能量」將鷹宮逼入絕境，就在將取勝時，遭到姬川斷絕與卜寶的連接，反遭鷹宮壓制，姬川的計策成功之後，回復與卜寶的連接，使出足以覆蓋整座城市魔力的「煙滅能量」後，用「究極凹陷神拳」以一擊把鷹宮擊敗。在得知所羅門商會和卜寶的媽媽在美國後，便動身前往，「順手」把所羅門商會其中一個工廠給毀了。在小貝魯和媽媽相遇後，便叫卜寶隨同媽媽一起回魔界，同時切斷「連繫」。回日本，跟藤相遇後，因失去惡魔之力而處下風，但被殺六緣起另五人救走，並拋入學校。進入學校之後遇見邦枝葵，被邦枝葵說教了一番。了解情況後立馬遭到撒旦與藤襲擊，後雷彌亞使邦枝葵與男鹿先行逃跑且將某裝置（估計是能夠和魔界交流的東西）交給男鹿，希望他能夠讓卜寶回來，但男鹿依舊堅持要擊倒藤，被邦枝葵壓在牆上後並被再次說教了一番，在邦枝葵說出自己的心意的時候，親眼目睹其被撒旦漸漸石化，最後被邦枝葵的話語所打動，讓卜寶、希路達、亞蘭德隆回到人界並準備與撒旦戰鬥。最終以決定性的一擊擊倒和撒旦附身為一體的藤。
卜寶／凱傑爾・德・安倍拉那・別西卜四世
本作另一主角。因為大魔王想毀滅人類的念頭而被送來人間，遇上男鹿並認作父親，原因據說是男鹿的性格非常適合擔任其父。被男鹿喚作「B仔」，遇到覺得不錯的強者時會拿來做「魔力探測器」。哭起來會放電，如果離開男鹿15公尺（在漫画第187期增长至18公尺）的話，威力可比擬大殺傷力武器。原本故事一開始很愛哭，但是隨著成長就幾乎沒再哭過。
每天要吃五噸王族專用奶粉。一年一度的排尿期，量如同洪水，但隱含神聖魔力，在魔界是宛如觀潮的盛事。在人間如果沒有作為觸媒的男鹿，就使用不了魔力，變得比普通人類還弱。害怕蟲。
在人間界相當沉迷於『白飯君（Gohan kun）』（本作中連載達50年的少年漫畫主角）動畫。因為曾和大魔王一同泡澡到昏頭，就此很討厭泡澡。
暑假將完結時到了魔界，魔力全開放並巨大化成鐵B廿八號（ベツ人28号）（由男鹿命名）與古蘭度之主對戰並獲勝；恢復的咒文是「開飯囉」，由男鹿發動，兼具召喚功能。有哥哥焰王，與男鹿一同修行後歸來。
似乎非常堅持裸體的樣子，和男鹿交換身體後仍想脫衣服。可以不靠媒介（男鹿），直接把魔力分給其他人。
在得知所羅門商會和他的媽媽在美國後，便動身前往。跟媽媽相遇後在跟所羅門「死神」戰鬥時，因媽媽受傷而更進一步「覺醒」了，因不捨跟男鹿分離就喊出「把拔」，後隨同媽媽一起回魔界。後因男鹿使用對講機並回到人界準備與撒旦戰鬥。
希爾德／希爾德加露達
本作女主角。16歲，服侍卜寶的侍女惡魔。出生於名門，在魔界是數一數二頂尖的侍女。
金髮巨乳，有著一雙薄荷綠 （页面存档备份，存于）眼瞳，平常將長髮編成髮辮盤在腦後，其餘髮束再編成一條小髮辮；兩耳垂各配戴一枚寶藍色耳釘，平時身穿黑色哥德蘿莉衣服。在人間界沒有與人類訂下契約。手持陽傘同時也是武器的傘中細劍。策騎神秘怪鳥「阿庫巴巴」。
其左眼特殊，對方再快的移動速度經過左眼視入都像慢動作一樣，但造成兩隻眼睛所看到的事物不同調而且容易暈眩，因此平常時期會刻意閉上左眼並用瀏海遮住。
奉大魔王之命，帶著卜寶到人間界找人養育並協助消滅人類。始終宣稱對卜寶是宣誓效忠與義務，並不是外界看來純粹作為奶媽的工作，但被男鹿說過她「就像卜寶的母親一樣」，卜寶本人似乎也認同。最初不接受卜寶認男鹿為養父，也曾試圖殺死男鹿，其後因男鹿成功阻止卜寶哭聲，終承認男鹿的力量。
覺得男鹿散發著水溝般的臭氣，稱呼男鹿為「水溝男」。在男鹿家以「都已經做了那種事了還...」理由住下來，且被男鹿家人順利接受，並認為希路達是個好妻子。喜歡吃特辣燈籠椒包子以及看愛情連續劇。雖然很會煮魔界料理，但如法炮製人界菜餚卻會產生出不可思義的味道。以女王風格對待男鹿或男鹿家人以外的人。
被石矢魔高中學生及聖石矢魔學生誤會是男鹿妻子（本人沒有否認）。曾被邦枝葵指責自己小孩為什麼要丟給男鹿養，並以「有怨言的話，變強後再向我挑戰」回之。
在天台戰之後，以男鹿表妹設定，透過正常手續從名門私立學校轉學至聖石矢魔特別班中（也就是石矢魔特別班）。
學園祭隔天，以沒有訂契約的情況下使出全力和早乙女交戰，但不敵早乙女。
在幽爾德快要親到男鹿的時候現身並攻擊幽爾德，與焰王接觸後得知魔界已有所變動，大魔王指派焰王前來消滅人類。與男鹿回家途中，邦枝葵被黑卡多斯劫持並要脅，為救出邦枝葵，在魔力不足的情況下與男鹿一同作戰，救出邦枝葵後被黑卡多斯的長矛一擊貫穿腹部導致重傷。
佛卡斯治療後沒有生命危險，但有一段時間無法行動，在男鹿房間養傷。完全恢復魔力後，與焰王的三位侍女展開戰鬥，且戰力已經高於黑卡多斯。
與男鹿等人要抓住與男鹿身心對調的卜寶，並與邦枝葵展開一場圍繞著男鹿（卜寶），女人間的戰鬥，同時在此發現邦枝葵身上有魔力的氣味，也是因為此原因而吸引卜寶往邦枝葵身上跑。
因男鹿帶著卜寶去修行、去學校、去打架等等帶離卜寶遠離的事情，而對男鹿展開如同孩子的媽般的碎碎念，極度需要卜寶的滋養。
對男鹿不顧自己的立場，說出不會讓卜寶消滅人類的事情很在意，這件事情同等於與整個王國為敵。
準備出劍對抗賈巴沃克時，被巨型巴哈姆特索多姆一口咬住，並被帶走。雖然被男鹿成功救出，但仍選擇讓男鹿與卜寶安全撤退，自願被抓回去。後來被男鹿救出卻喪失記憶。（動畫是改為成功救回希路達，把索多姆摔到地上並轟掉惡魔野學園）
失去記憶的希路達頓時變得害羞內向(萌度大幅度上升)，且在大家說明下誤以為自己早已與男鹿結婚生下卜寶，見到邦枝葵以女人的直覺認定此人對自己的丈夫有意思所以很警戒。
後經過焰王對部下的逼問得知「只要經過心愛的王子(卜寶)的親吻即可回復記憶」，男鹿以為是自己所以把電腦砸了，用威脅逼迫在場人無視這個辦法，但經幽爾德大力宣傳後石矢魔雖眾人陷入想讓男鹿吻希路達的捉人比賽，在最後男鹿與希路達的對話中，希路達意外地被卜寶親吻而回復了記憶。
恢復記憶後本人表示不記得失去記憶這段時間中所發生的事情，拉米亞則表示這可能是希路達的另一個人格覺醒；而且特別的是和卜寶相吻似乎變成了一個開關性的暗示，就算不小心吻到另一個人格也會浮現於表層。
動畫版中增加喜歡看連續劇的設定，常常用魔界食材製作人間界的料理給男鹿，同時也造就了男鹿鋼鐵般的腸胃。
在殺六緣起篇中，發現石矢魔高中有與惡魔簽訂契約的人，在男鹿與奈須對決期間前去追蹤幕後黑手，然而幕後黑手卻利用傳送玉逃跑，為了向王國報告這次的事件而暫時返回魔界。跟鷹打完後，再次出現，並帶來所羅門商會消息。由于受恶魔撒旦巨大魔力的妨碍，次元传送恶魔受到干扰无法感知位置而无法传送，贝赫莫特34驻师团柱爵兼副团长蕾米雅给男鹿一个类似通讯器的东西，在撒旦攻击男鹿千钧一发之时，通讯器接通了，通过次元传送恶魔亚兰德隆，希爾德和卜寶又回到了人间界——石矢魔高校。再次认同男鹿的实力。
邦枝葵
「東邦神姬」唯一女性，長直藍髮藍瞳，身高；165，傲嬌，女王，聖石矢魔高中組（聖組）成員。留著藍色長髮和眼睛，五丁目神社的女兒，需要照顧2歲的弟弟光太。
在照顧弟弟光太時會作喬裝打扮，戴上眼鏡和漁夫帽。在喬裝打扮時對男鹿自稱青井久仁惠（青井くにえ）（日語發音倒過來如同「邦枝葵」）。
總是替人著想，很有義氣。是木刀高手，拔刀時速在300公里以上，可以隨便以木刀砍斷窗子或是其他的大型物品。有一年之內收伏石矢魔高中所有女生的魅力。弱點是對戀愛關係毫無免疫力。
畢業時就成為了最強的關東女子不良團體「烈怒帝瑠」第三代總長，也被稱為「石矢魔的女王」。和其他「東邦神姬」不同於不是徒勞的鬥爭，而是來保護學校以免被破壞，但也會因自己的心情而損壞校園（主要是玻璃），之後由於美破的陰謀而誤會男鹿打傷其手下而與男鹿決鬥，其後寧寧告知真相，而自己承認失敗。其後退出「烈怒帝瑠」由寧寧作首領。
因為男鹿收拾神崎和姬川而找上男鹿，更被男鹿要求作卜寶的母親，誤會男鹿此舉為求婚，後來愛上男鹿（旁人都曉得只有男鹿不知道）。
之後因希路達一句「回去好好鍛鍊」的話，決定重新修行，視希路達為勁敵，並再帶領「烈怒帝瑠」參與全體學生戰爭，幫忙男鹿解決一般不良學生。也因為寧寧的話而露出少有的少女氣質。
在聖石矢魔就讀時，觀察力在不良中算是頂尖的，常給予石矢魔許多建議，明顯表現理性一面，而不是衝動性格，並常扮演爭吵時的調解角色，但實力依然堅強，甚至越來越更上一層樓，有能力破解六騎聖榊的攻擊。排球決賽時是自由球員（隊長），嚴重覺得姬川的「陰謀」有問題卻不說；因無法接住出馬的第一技發球而暫時休息（換古市上場），與希路達交談後得到贏球的新動力，繼續上場打排球；排球賽後懷疑卜寶不是一般的小孩，與男鹿進行「慎重」對話時得知卜寶和希路達的真實身分，被幽爾德一眼看出喜歡男鹿；從古市家離開後被黑卡多斯（第八柱）抓到，再度暈了過去，後清醒並照顧重傷中的希路達。
與男鹿、卜寶和影組一同修行，學習打倒惡魔的方法。修行時以急性腸胃炎（實際上是早乙女瞎掰的理由）做病因請病假。
與希路達等人要抓住與男鹿身心對調的卜寶，並與希路達展開一場圍繞著男鹿（卜寶），女人間的戰鬥。對於卜寶用男鹿的身體突如其來的熊抱感到非常害羞與竊喜。
修行期間碰到了自稱天狗（配音：龍田直樹（日本）；梁興昌（台灣））的狛犬，有狛犬的魔力。
在惡魔野學園中千鈞一髮之際救了寧寧，與貝黑莫德34柱師團的三名柱將（惡魔野學園的學生）打起來，展現與天狗修行的實力。
接受早乙女禪十郎的提議，與男鹿一同前往斬首島向斑鳩醉天提出學習暗黑武鬥的請託，兩人學成後一同歸來。之後前往惡魔野學園開戰，以一人之力技壓五名柱將（此時換下了平時用的木刀改用真刀，似乎是從先前與阿姬艾爾對戰時了解就算附著了魔力的木刀也無法與柱師團的武器硬拼）。
在殺六緣起篇中，與鳳城林樆決鬥時回歸烈怒帝瑠第三代首領身分。
與鳳城林樆決鬥時出現了｢王臣紋｣，並以心月流拔刀術伍式「水無陽炎」及陸式「妖星劍舞」擊敗鳳城林檎。「王臣紋」的數字為2，出現位置在左胸口上。
男鹿與鷹宮對決時，為了取回古市的魂，與神崎一同前往石矢魔高中，在千鈞一髮之際救了神崎，並對上了墮天組的No.5——鈴村涼音，在姬川斷絕男鹿與卜寶的連接之後，失去了王臣紋，令神崎前去破壞姬川的裝置，獨自一人以「暗黑武鬥」對決緒方春雪及鈴村涼音，但因先前對戰此2人時已使用｢紋章術｣導致使用｢暗黑武鬥｣時產生排斥而受傷不敵，後因卜寶趕到並接受卜寶的魔力，僅各靠一擊就將鈴村涼音和緒方春海擊敗。
藤襲來後，前去向柱師團求救，後救了古市並讓柱師團與撒旦戰鬥。在學校遇見男鹿並對其說教。向男鹿解說完現況之後立馬遭到撒旦與藤襲擊，在接受雷彌亞的請託之後馬上帶著男鹿逃跑，後因不爽男鹿只想要一個人打敗藤而不是跟大家一起並再對其說教了一番且對他說出「那樣的才不是我喜歡的男鹿」後被撒旦石化，在還沒有被撒旦完全石化之前，用剩餘的力量將握有對講機的男鹿的手移動到他的耳朵並希望他能夠讓卜寶回來後被石化。
兩年後剪短了頭髮，參加千秋等原一年級的畢業典禮。
古市貴之（Takayuki Furuichi）
配音：水島大宙／近藤孝行【VOMIC】（日本）；何志威（台灣）；郭俊廷→楊耀泰【Animax版】／郭俊廷【HKTV版】（香港）
年齡：15歳 → 16歳 → 18歲（完結）　身高：175cm　生日11月11日　最喜歡的事物：可愛的女孩、美麗的人妻 討厭的事物：嘮叨說話
石矢魔高中一年級學生，聖石矢魔高中組（聖組）的成員。特徵是銀色直短髮，灰色雙眼，古市的銀髮是天生的。雖然面對女性時的表現相當積極，但至今從未交過女朋友。是男鹿從小學時代到現在的好友，平常已習慣被男鹿使喚，負責吐嘈。常常被無端扯入事端。有花花公子性格，對特別有女人緣的男鹿和親近希路達的卜寶嫉妒。
和男鹿不同，戰鬥力低，屬於頭腦派，成績在石矢魔是前十名，但轉到聖石矢魔後，因為完全沒時間用功讀書，而跌到二百名之外。自稱是智將，被天然呆的藤崎梓聽成恥將（日文發音同智將）。在天台觀看與六騎聖的比試並沒有參與爭鬥，卻被列入退學名單內。
與拉米亞有著多次容易被別人誤會的肢體接觸（實際原因皆為意外）。接受了拉米亞的委託，為了尋找焰王而利用了原石矢魔高中的太保頭目們，並謊稱焰王等人為惡魔野學園（原意為惡魔的高中）的學生。
因事前神崎一和花澤由加有目睹很強的人（其實是惡魔）把東条英虎和出馬要打成重傷的戰鬥，進而取信於其他人幫忙尋找焰王，找到之後被捲入戰鬥中。被焰王和石矢魔學生們和自己的妹妹穗香誤會想撲倒拉米亞，是焰王挑起全面戰爭的原因。相對的，也為此被冠上蘿莉控的稱號。因焰王下的挑戰，被亞蘭德隆與拉米亞帶往魔二津的深山（男鹿曾在此修煉撫子），獨自修練，雖然沒什麼成效但因為怕死所以努力了一陣子。
其後與石矢魔的眾頭目（男鹿辰巳與邦枝葵除外）一同接受早乙女禪十郎的修練，學習專門對付惡魔的方法，但中途逃開，遇見亞蘭德隆。與亞蘭德隆一同被依莎貝拉以及莎珠拉綁住，以說服早乙女底下的石矢魔眾人接受並加入救回幽爾德及希路達的行列。
於聖馬克斯篇後使用大魔王的面紙因而得到34柱師團惡魔的力量，還打倒了三木和無惡魔力量的男鹿，據惡魔所言這是暫時的簡易契約模式，面紙拿下來立刻變回來，在暫時的簡易契約時承受了黑卡多斯、阿姬艾爾、賈巴沃克，貝黑莫德的魔力。更在與男鹿的對戰中，承受了大量的魔力，被貝黑莫德懷疑擁有成為「契約者」的資質。
在殺六緣起篇中被姬川龍也抓去當墮天的人質，逃脫後使用大魔王的面紙喚出黑卡多斯，並以簡易契約模式輕鬆擊敗墮天的No.7、No.8、No.9，隨後遭鷹宮輕鬆擊敗，並被鷹宮的惡魔——路西法取出靈魂切分成6塊（分別是噁心市、路人市、蘿莉市、嘍囉市、露鳥市及垃圾）。
結束後，靈魂互相結合變成三個人，分別是智將、恥將和痴將。智將在拉彌亞身邊，恥將在大森寧寧家，痴將原本在谷村千秋家，但她的弟弟們太過殘暴，而轉移目標到所羅門商會的女幹部。
後因在「大森寧寧的泳裝」記憶又恢復原狀。在得知所羅門商會和卜寶的媽媽在美國後，便動身前往。回日本後，遭受藤的夥伴的攻擊。擁有不管怎樣都能和眾多惡魔定下契約的天賦才能。因這點所有柱師團想向他訂下契約。
巴提姆·多·艾姆那·亞蘭德隆（Bathin de Emuna Alaindelon）
配音：高木涉（日本）；林士程→林谷珍（台灣）；陳健豪【Animax版】／梁志達【HKTV版】（香港）
簡稱「亞蘭德隆」。次元傳送惡魔。可以從身體中央左右裂開分成兩半，傳送人和物，如果要轉送人間到魔界這種異次元，必須在山或水的旁邊藉助自然之力。接受大魔王命令從魔界把別西卜小王子轉送至人間界的某條河，在小河漂流途中看到男鹿在狂笑著要所有人下跪，覺得是最適合擔任小王子在人間的父親人選。
特徵為是一個只穿背心和短褲的鬍子大叔，目前住在古市家，已很融入人類生活。性格怪異。傳送方式往往表現如同哆啦A夢的「任意門」，做登場角色的場景變換。能夠一次做多人傳送，在次元傳送惡魔當中是十分優秀。在河邊、山水自然能量充裕的地方，可做來往魔界的跨次元傳送。但最多似乎只能載兩個人，若超載的話不僅會令傳送地點出現偏差，更會受重傷（睡個覺或泡個澡就會好）。
對古市有非份之想，常常幻想自己跟古市有親密互動，會直呼古市的名，也就是直稱為貴之。曾因被魔界貓咪咬傷而非常怕人間貓咪。
名字由來為法國演員阿蘭·德龍。

### 石矢魔高中
縣立石矢魔高等學校（簡稱「石矢魔高校」）是主角男鹿辰巳就讀的高中。縣內最邪惡，不良少年高達120%，不讀書比例180%的超級不良學校，以打架為著名，統領人似乎也是由混戰中優勝者擔任。而石矢魔高中的教師與學生恰好相反，全部都像草食系動物般溫順。另外石矢魔高中的入學考試題目很簡單，只要在試卷寫上姓名就能百分之百及格。因此校內學生的唸書能力近乎零，甚至有大量無藥可救的笨蛋。本應是男女同校，但女生數量極少，常被誤會是男校。
在全體學生戰爭當中，因為卜寶過度釋放魔力到男鹿的手臂，而被摧毀成瓦礫，並各轉至其學校，其中王者大多轉於聖石矢魔。在毀壞三個多月後，已經重建完成，但卻發現校區被改名為惡魔野學園。而後又被焰王給「燒」壞（卻被認定成男鹿用的）。後在工人努力之下一個月，再次完工。

#### 東邦神姬
『　　　』（羅馬字：Tōhōshinki）－原石矢魔高中四大勢力的統稱，來自東、邦枝、神崎、姬川四人姓名首字縮寫。日文發音與東方神起相同（作者巧思）。
東英虎（とうじょう ひでとら，Hidetora Tojo）
配音：關智一、高垣彩陽【童年】（日本）；林士程→林谷珍、林美秀【童年】（台灣）；郭俊廷→楊耀泰【Animax版】／葉偉麟【HKTV版】（香港）
年齡：18歳 → 20歲（完結）　身高：　生日：8月6日（獅子座）
石矢魔高中三年級生。「東邦神姬」的其中一人，聖石矢魔高中組（聖組）的成員。留有褐橙色的刺蝟短髮，右額有傷疤，體格強壯，穿著夾腳拖鞋。被稱作「石矢魔高中最強」，但對統一石矢魔不感興趣，只對強者有興趣。之後在全體學生戰爭中輸給了全力應戰的男鹿。輸給男鹿辰巳後把「石矢魔高中最強」稱號傳給了男鹿辰巳。
基本上是個「好人」，會收養可愛動物，但常被他嚇跑。曾遇上感冒的卜寶並收養他。右肩上刺有與「蠅王紋」相似的紋身，是模仿某位擁有「蠅王紋」的人類強者早乙女禪十郎，認為紋身是強者的証明，並憧憬早乙女禪十郎。
家境貧窮，從小就開始打工養家，在石矢魔時也幾乎不去學校而是一直打工。也由於長期在外打工的關係，使得東条除了讀書以外擁有幾乎令眾人瞠目結舌的才能，目前已知東条會做：章魚燒、大阪燒、巴比Q、燒烤、蛋糕、鐵板燒、鋼筋、土木工程、焊接、木工藝品、鬼屋扮鬼、演舞台劇、做木帆船。會光明正大地竊取煙花。隨意收部下，播下混亂的種子，引發全體學生戰爭。
跟六騎聖的七海静是青梅竹馬，是天生的戰鬥好者，被三木以崩拳擊中後仍毫髮無傷，在排球賽時也有卓越的表現。某晚與七海靜等著出馬要，準備決鬥，被出馬要以惡魔之力打傷，其後被突然出現的惡魔們襲擊，與之對抗後雖失去意識但仍繼續戰鬥。
在東與惡魔戰鬥時，一旁觀戰的神崎一出面想阻止，惡魔們察覺到早乙女禪十郎強大的魔力而撤退並前去支援，被神崎一以及花澤由加誤認是害怕而逃走。
後經早乙女解釋與他戰鬥的乃是貨真價實的惡魔，卻被東誤以為是把對方比喻成像熊一般強大（日語中【惡魔】與【啊－熊】音相近）。早乙女雖百般解釋但東条還是把對方當成是很強的人類而已。在這之後經過一番修練，在男鹿入侵惡魔野學園時以更強的力量出現在男鹿面前，並獨自一人打倒了兩名的柱將、擊退兩名的柱爵，最終與男鹿對戰賈巴沃克。
在殺六緣起篇中，被擁有｢王臣紋｣之力的姬川龍也擊敗，但本人說是因為大意才輸掉的。後來出手攻擊正與男鹿對戰的鷹宮。了解情況之後，便自願前往鷹宮手下之地取回古市的魂，對上了墮天的No.1——八坂功拳和No.6——內藤薩利。對戰時，利用「王臣紋」之力，一拳將增強力量的內藤從走廊擊飛窗外，王臣紋數字為4，出現位置在左肩臂上，在姬川斷絕男鹿與卜寶的連接之後，雖失去了王臣紋，卻仍然能與八坂功拳對峙。
王臣紋-No.4
發動王臣紋時，身體素質會有質的飛躍，傷口也能快速恢復。東首次發動王臣紋時，將增強力量的內藤一拳揍飛窗外，在揍飛的同時，力量之強甚至能使衣服震破。
邦枝葵
「東邦神姬」的其中一人，詳細參見主要人物『邦枝葵』。
神崎一（かんざき はじめ，Hajime Kanzaki）
配音：杉田智和（日本）；何志威（台灣）；郭湛深【Animax版】／何偉誠【HKTV版】（香港）
年齡：18歳 → 20歲（完結）　身高：　生日：6月1日（双子座）　血型：B型
石矢魔高中三年級生。「東邦神姬」的其中一人，聖石矢魔高中組（聖組）的成員。淺橙色短髮，特徵是有一條小鏈子連著耳環和唇環。很講義氣。主要的攻擊方式是踢技，愛喝乳酸飲料，有一個叫神崎零的大哥，原作沒正式登場
男鹿為了重新選擇卜寶的父親欲成為神崎的手下，考驗是打倒城山。神崎命令被打倒的城山從窗口跳下表示忠誠。男鹿因一時衝動而把神崎一拳擊出窗外，其後受重傷住院三個月，與姬川龍也同病房隔壁病床，和姬川龍也漸漸熟識。
據說是最接近統一石矢魔的人，在社團鬥爭中僅較東和邦枝弱。實力不算強，曾以斧頭腳擊倒城山。對姬川特別惡劣，戰鬥結束後住進同一家醫院。出院後，目標轉為東。與姬川、男鹿組成了標籤團隊。
轉學至聖石矢魔學園不能忍受聖石矢魔學生對石矢魔學生的欺凌，毋顧被停學的危機，企圖破壞「禁止不良」的規則。在天台上為了再跟三木決鬥，而救了男鹿，但後來男鹿嫌他礙事，而打飛他，參與排球決賽。
在回家路上碰巧遇上東和出馬的打架，與先前就在觀戰的花澤由加有一些肢體互動，不喜歡被花澤由加直呼為「一學長」。因為花澤由加說話常常加入爆字（例如：學長爆強的），故被神崎一暱稱為爆子（台版漫畫譯為「帕子」），與花澤在遠處看到惡魔與出馬要等人的戰鬥並出面阻止。
在殺六緣起篇中，與騷靈組對戰，因承認男鹿為老大而出現了｢王臣紋｣，以一人之力擊敗奈須四個擁有｢王臣紋｣的手下，｢王臣紋｣的數字為1，出現位置在左肩頰骨上。男鹿與鷹宮對決時，為奪回古市的魂，與邦枝葵一同前往石矢魔高中。在千鈞一髮之際被邦枝葵所救，並對上了墮天組的No.2——緒方春海。在姬川斷絕男鹿與卜寶的連接之後，失去了王臣紋，後因邦枝自願留下對付緒方春海及鈴村涼音，獨自前往破壞姬川的裝置，途中與卜寶相遇，並帶著卜寶前往姬川所在地與姬川對峙，得知姬川的計策後，變成和姬川等聖組成員與宇多川妖憲對峙，後來看到鷹宮被男鹿從遠處屋頂揍飛過來他們這邊陷入地板的模樣。
藤來襲後，搭車前往學校途中遇到古市，並一同帶走。但車被藤的夥伴披成兩半，並連同手下一起變成石像。
下壓姿勢
單腳使出的強力踢技，由上方往下踢把人擊倒在地。
雙重下壓姿勢
雙腳使出的強力踢技，助跑並由上方往下踢把人擊倒在地，是下壓姿勢的強化技，是從邦枝光太身上領悟出來的招式。
王臣紋-No.1（別西卜四世）
發動王臣紋時，身體素質會有質的飛躍，傷口也能快速恢復，力量之強甚至能夠將騷靈組的No.3-#日野照臣和No.4-#鹽入泰造一擊擊敗。
姬川龍也（ひめかわ たつや，Tatsuya Himekawa）
配音：荻野晴朗（日本）；梁興昌（台灣）；張振熙【Animax版】／黃榮璋【HKTV版】（香港）
年齡：18歳 → 20歲（完結）　身高：　生日：4月17日（牡羊座）　血型：B型
石矢魔高中三年級生。「東邦神姬」的其中一人，聖石矢魔高中組（聖組）的成員。特徵是巨大銀色飛機頭和太陽眼鏡，作者認為這兩點令姬川成為了最費功夫描繪的角色。
姬川集團的。座右銘為，試圖以金錢支配所有人。基本戰術是收買團體圍攻一個敵人，使用的武器是電撃手杖。
脅持古市貴之和希路達，單挑戰男鹿辰巳時用上8mm厚的陶瓷版放在肚子當護具，用特別版120萬伏特的超級電擊棒當武器，但最後仍不敵男鹿和卜寶。對神崎特別惡劣，戰鬥結束後住進同一家醫院。出院後，目標轉為東，與神崎、男鹿形成的標籤團隊，戰鬥能力與神崎是同等程度。後轉學至聖石矢魔就讀，是最基本的頭腦型，也很會掌握情報，愛討價還價，善於談判，排球賽的陰謀也是由他提出。
後來因為排球比賽時飛機頭可能會插到網子而妨礙比賽，被烈怒帝瑠的成員強迫放下頭髮拿下眼鏡，少了飛機頭和太陽眼鏡的姬川龍也意外地美形（此美型還有其有錢有勢的設定，卻在劇中遭到神崎強烈的不滿）。
美型版的姬川龍也起初被大家以為是別人，得知是本人後其他人皆不敢置信，因為真的太帥了，排球比賽後又換回飛機頭，之後偶而也會轉成美型版，沒有飛機頭的話，力量會比平常減少一半。
在惡魔野學園一戰時表現十分出色，在他的指揮下，六騎聖、烈怒帝瑠、神崎一夥以及男鹿，在一瞬間就突破柱爵-羽蛇神設下的遊戲，充分顯露出他「智」的一面。
殺六緣起篇中，擁有別西卜四世的王臣紋，數字為3，出現位置在手臂上，為購買「運行開關」，自己一人以間諜的身分進入「墮天」組（男鹿等人並不知情），為了取得「墮天」組的信任，假裝成為「墮天」組老大-鷹宮的王臣（為了隱藏身分，將印有路西法紋章的貼紙蓋住別西卜四世的紋章），以王臣紋之力擊敗東条英虎，綁架古市貴之，切斷男鹿與卜寶的連接，做出一切背叛聖組的行為，後在「墮天」No.4-宇多川妖憲戰鬥不注意時，將「運行開關」破壞，使男鹿回復連接且在一瞬間爆發出魔力。
藤來襲後，跟鷹、奈須還有赤星一起阻擋藤並啟動「運行開關」。在最後一秒阻擋藤並在石化時，把「運行開關」的保護託付給赤星。
惡魔嘶吼
施放電撃棒的電流擊殺目標，其強力的電壓就連一位大人都抵擋不了，但這招對男鹿無效（因習慣卜寶的電流），在姬川家大樓與貝黑莫德34柱師團交手時電力已調到原來的三倍。
廣域電擊棒 - 惡魔之鞭
將電擊棒伸長為鞭子來攻擊。
王臣紋-No.3（別西卜四世）
發動王臣紋時，身體素質會有質的飛躍，傷口也能快速恢復，力量之強甚至能夠將無王臣紋的東英虎勉強擊敗。

#### 東邦神姬勢力
以下有關人員，是由東邦神姬統領。

##### 東勢力
跟隨東英虎的二人組。實力遠高於神崎、姬川之流。
相澤次
配音：高瀨右光（日本）；蔣鐵城（台灣）；陳健豪【Animax版】／翟耀輝【HKTV版】（香港）
身高： 生日：9月11日（處女座） 血液型：O型
石矢魔高中三年級生。東英虎的手下之一，聖石矢魔高中組（聖組）的成員。特徵是圓鏡片墨鏡和黃色的後梳頭。雖然同年，對東条使用敬語。襲擊因卜寶走失而迷惘的男鹿，以矯健的身手占得上風，但因為手機鈴響而打斷了該場戰鬥。不過從後來男鹿和東条的對戰中可看出，其力量尚無法擊倒男鹿。之後同樣和東条轉學至聖石矢魔高中。
殺六緣起篇中，與陣野負責追蹤鬼束操的動向。男鹿與鷹宮對決時，為幫助男鹿而前往石矢魔高中，對上姬川特殊部隊，並一腳踢倒姬川特殊部隊副領隊-鮫島。敵不過擁有路西法王臣紋的姬川特殊部隊，被打倒在地。
陣野薰
配音：利根健太朗（日本）；梁興昌（台灣）；張振熙【Animax版】／伍博民【HKTV版】（香港）
身高： 生日：5月26日（雙子座） 血液型：B型
石矢魔高中三年級生。東英虎的手下之一，聖石矢魔高中組（聖組）的成員。特徵是束馬尾辮，平時個性沉穩，打架時會將眼鏡放入口袋。有能力獨自壓倒聯手的神崎一和姬川龍也。是石矢魔高中當中唯一夜間在圖書館溫習的學生。後轉學到聖石矢魔高中。
殺六緣起篇中，與相澤負責追蹤鬼束操的動向。男鹿與鷹宮對決時，為幫助男鹿而前往石矢魔高中，對上姬川特殊部隊。與夏目慎太郎對抗姬川特殊部隊後依然站著，並前往游泳池支援神崎，承受了「墮天」組No.4-宇多川妖憲的攻擊，後來看到鷹宮被男鹿從遠處屋頂揍飛過來他們這邊陷入地板的模樣。

##### 烈怒帝瑠
由男鹿辰巳的姐姐-男鹿美咲所創立的「最強」關東太妹集團。現已擴大到警察無法管轄的地步。戒律是「男人絕對不能沾」（可是這條規則在後來被身為第一代總長男鹿美咲廢除了），第三代總長邦枝葵早前帶領烈怒帝瑠征服北關東，後來葵因愛上了男鹿辰巳主動退隊，由大森寧寧接任為第四代總長，但在與魔女學院的戰鬥中葵回任總長。勢力依然持續擴大中。
大森寧寧
配音：高垣彩陽（日本）；龍顯蕙（台灣）；柚子蜜【Animax版】／朱碧怡【HKTV版】（香港）
年齡：16歲　身高：162cm　生日：1月14日　喜歡的事物：單車　討厭的事物：學習、膽小鬼
石矢魔高中二年級生。葵的下屬，其後因為第三代總長葵退位而繼任為第四代總長（後來因葵回任而卸任總長位子），也是聖石矢魔高中組（聖組）的成員。仰慕著葵而希望保護她。戰鬥武器是鎖鏈。實際上是一名富有人家的大小姐，家是一所大洋房。
希望葵遠離男鹿，遂聯同千秋找男鹿理論，遇上男鹿之後的空檔被MK5襲擊。恢復知覺後，希望向葵轉達真相，但被MK5阻撓。其後被突然出現的夏目幫助而突圍，成功地摧毀美破的陰謀。後與葵轉學至聖石矢魔，曾在教室和神崎姬川起衝突，都被葵阻止。似乎知道如何控制古市的方法。
殺六緣起篇中，被魔女學高中組擊倒。男鹿與鷹宮對決時，為幫助男鹿而前往石矢魔高中，對上姬川特殊部隊。最後有將花澤救出，但自身卻受重傷。藤來襲後，變成石像。
谷村千秋
配音：悠木碧（日本）；林美秀（台灣）；莎拉【Animax版】／顏頌怡【HKTV版】（香港）
年齡：15歲　身高：　生日：11月7日　  喜歡的事物：葵　討厭的事物：早起、蠢才 血型：AB型
石矢魔高中一年級生。烈怒帝瑠的一員，因仰慕葵而加入，也是聖石矢魔高中組（聖組）成員。外型為無表情短髮女孩。少說話，喜歡可愛的東西。對葵和寧寧忠誠，會對葵作出直接的評語；判斷男鹿不是敵人。
迷你裙下藏有四枝改造氣槍，可以左右交替運用四槍快速連射，填裝的可以是BB彈或油漆彈或水，常和弟弟玩格鬥遊戲的緣故而對此十分內行。與葵和寧寧參加全體學生戰爭，後轉學至聖石矢魔。
殺六緣起篇中，被魔女學高中組擊倒。男鹿與鷹宮對決時，為幫助男鹿而前往石矢魔高中，對上姬川特殊部隊。敵不過擁有路西法王臣紋的姬川特殊部隊，被打倒。藤來襲後，原本離開學校想找邦枝，途中遇到古市，後為掩護古市而變成石像。結局最後成為烈怒帝瑠第五代總長。
花澤由加
配音：戶松遙（日本）；龍顯蕙（台灣）；石梓晴【HKTV版】（香港）
身高：　生日：5月25日（雙子座）血型：B型
石矢魔高中一年級生。是烈怒帝瑠的一員，也是聖石矢魔高中組（聖組）的成員。橘色長髮，頭戴鮮花裝飾，裝飾取下來是尖銳的武器。曾經提議以色誘戰術令男生們投入排球練習。
在回家路上碰巧遇上東和出馬的打架，與中途一同加入觀戰的神崎一有一些肢體互動，直呼神崎一為「一學長」，因為說話常常加入爆字（例如"學長爆強的"），被神崎一暱稱為，與神崎在遠處看到惡魔與出馬要等人的戰鬥。
殺六緣起篇中，被魔女學高中組擊倒。男鹿與鷹宮對決時，為幫助男鹿而前往石矢魔高中，對上姬川特殊部隊。並與神崎一同前往姬川所在之地，後來看到鷹宮被男鹿從遠處屋頂揍飛過來他們這邊陷入地板的模樣。
飛鳥涼子
配音：清水彩香（日本）；林美秀（台灣）；柚子蜜【Animax版】／楊婉潼【HKTV版】（香港）
身高：　生日：2月24日（雙魚座）血型：A型
石矢魔高中二年級生。是烈怒帝瑠的一員，也是聖石矢魔高中組（聖組）的成員。金髮少女，帶著口罩，武器是有「烈」字圖樣的搖搖（yo-yo）
梅宮薰
配音：壽美菜子（日本）；劉如蘋（台灣）；柚子蜜【Animax版】／朱慧珊【HKTV版】（香港）
身高：　生日：3月11日（雙魚座）
石矢魔高中一年級生。是烈怒帝瑠的一員，也是聖石矢魔高中組（聖組）的成員。紫髮，安靜的少女。喜歡甜食。武器是木刀。動畫方面，直到第5季片尾曲先行出場之後才首次在正片第51話出場。
蛇崎綾子
番外編登場。男鹿等人1屆的石矢魔高中一年級生，外號「蛇子」。
原本討厭自己的名字，在聽到石矢魔最強的老大叫辰巳而開始產生親切感（日文含意相同）最終喜歡上男鹿，番外編初登場就對男鹿告白，但最後被拒絕。
過去組員
男鹿美咲
原第一代總長。參照#男鹿美咲。
糸井雫
初期組員之一。當時讀小學的古市在電玩遊樂場時曾被她間不容發地問候。原型來自希爾德配音員伊藤靜，以及由伊藤她畫的原案角色。
春香
烈怒帝瑠的初期組員之一。與其他組員不一樣的是不是穿特攻服而是穿著和服。對男鹿總是以作稱呼。原型來自七海靜的配音員池澤春菜，以及由池澤她畫的原案角色。
鳳城林檎
原第二代總長。參照#鳳城林檎，而她的部下參照#魔女狩學園組。

##### 神崎勢力
一直作為手下跟隨著神崎（除了神崎家人外），夏目在往後時段採取支援男鹿的姿態。
城山猛
配音：乃村健次（日本）；林士程→林谷珍（台灣）；郭俊廷→楊耀泰【Animax版】／黃志明【HKTV版】（香港）
年齡：17歲　身高：206cm　出生日期：1月23日
石矢魔高中三年級生。聖石矢魔高中組（聖組）的成員。雙辮子壯漢。
被神崎指派去考驗男鹿，被打倒後被神崎放棄。即使神崎被男鹿打倒後仍決心繼續跟隨。在夜間男鹿浴室外找男鹿。邀請男鹿加入神崎、姬川組成的標籤團隊，一同討伐東条。為滿足被阻止與不良女生搭話的聖石矢魔學生，忍受被欺凌至重傷。
殺六緣起篇中，幫神崎承受奈須手下的攻擊因而受重傷。男鹿與鷹宮對決時，為幫助男鹿而前往石矢魔高中，對上姬川特殊部隊。敵不過擁有路西法王臣紋的姬川特殊部隊，被打倒。藤來襲後，變成石像。
夏目慎太郎（Shintaro Natsume）
配音：岸尾大輔／小野大輔【OVA版】（日本）；梁興昌（台灣）；陳健豪【Animax版】／郭立文【HKTV版】（香港）
年齡：18歲　身高：181cm　出生日期：8月2日
石矢魔高中三年級生。長髮男子。個性悠哉，腹黑。聖石矢魔高中組（聖組）的成員。早期跟隨神崎，和神崎似乎有不為人知的過去，可惜基於作品腰斬不從得知，神崎被擊倒後到處尋找「有趣的地方。」對男鹿很感興趣，在醫院向神崎、姬川傳達石矢魔勢力分佈和對男鹿的期望。藥店的職員。曾協助寧寧，單獨收拾MK5中的四人，其實力遠在神崎之上，有能力壓倒相澤、陣野，其實力曾與無惡魔之力的男鹿、東條屬於同一級別，喜歡幫人取小名（如叫城山為小城城）。
後轉學至聖石矢魔。在天台爭鬥時，有能力與六騎聖的鄉較量，排球賽時同樣參與姬川提出的陰謀。
生氣時會拿出真實力，在殺六緣起篇中因鬼束操的言行而火大，輕鬆壓制鬼束操。男鹿與鷹宮對決時，為幫助男鹿而前往石矢魔高中，對上姬川特殊部隊。與陣野薰對抗姬川特殊部隊後依然站著，並前往游泳池支援神崎，承受了「墮天」組No.4-宇多川妖憲的攻擊，後來看到鷹宮被男鹿從遠處屋頂揍飛過來他們這邊陷入地板的模樣。藤來襲後，變成石像。

##### 姬川勢力
姬組
「殺六緣起」篇首次登場，姬川麾下的總稱，每個人為表現自己的忠誠度，而模仿姬川龍也的樣子(飛機頭)。
姬川特殊部隊
姬川的特殊部隊，「殺六緣起」篇首次登場，總人數超過200人，並且每人都擁有鷹宮的王臣紋。全都是間諜，每人皆身穿印有「聖」字的衣服並用大衣蓋住。
鮫島
姬川特殊部隊副領隊，被相澤庄次一腳踢倒。

#### 二年級聯合
下川（Shimokawa）
配音：高橋英則（日本）；何志威（台灣）；鄧燦陽【HKTV版】（香港）
石矢魔高中二年級生，有「夜騎士」的綽號，其口頭禪是「Good Night」（晚安）。也因如此會被一些同學以「現在是早上」為由而被吐槽。期中試時被古市發現下川把「Good Night」寫成「Good Nait」。想和邦枝葵交往，經常騷擾她，但其實邦枝葵對他一點興趣也沒有。
初登場時被千秋以槍射倒。曾被男鹿秒殺掉。在全體學生戰爭中被寧寧瞬殺掉。後轉學到聖石矢魔高中。在「殺六緣起」中，唯一一個沒有被幹掉的二年級聯合，為幫助男鹿而前往石矢魔高中，對上姬川特殊部隊。被打倒。藤來襲後，變成石像了。
阿部（Abe）
配音：近藤隆幸（日本）；梁興昌（台灣）；翟耀輝【HKTV版】（香港）
石矢魔高中二年級生，有「殺人機器（キラーマシーン）」的綽號。初登場時被被男鹿秒殺掉。
真田兄弟（Ryuichi Sanada&Ryuji Sanada）
配音：丹澤晃之&樋口智透（日本）；林士程&蔣鐵城（台灣）；葉偉麟&郭立文【HKTV版】（香港）
石矢魔高中二年級生，由「鏈鋸殺人」的哥哥龍一和「用刀子」的弟弟龍二組成，有「石矢魔雙頭龍」的綽號。以前後夾攻的波浪攻擊男鹿和卜寶，各被男鹿和卜寶秒殺。

#### MK5與相關者
「MK5」（直譯為『真不會看場合氣氛做事的五人組』）是個甚至連石矢魔的學生都不願接近、或是與他們打交道的團體。全部成員均佩戴著領帶。通常才剛出場就會被人「瞬殺」。五人現時是高校五年級生（留級），更立志要一起留級八年。於最終話順利畢業。
聖石矢魔篇中聯同下川組成「MK5+1」的六人排球隊伍，穿著統一制服。企圖爭奪與六騎聖的排球比賽的出場資格，隨即被「男鹿+東邦神姬+夏目」的六人排球隊伍瞬殺。
曾經發生成員中田因眼鏡被踩碎請假使登場時少一人的情況，「Good night下川」見狀深表同情，並表示願意暫代位置，以便湊齊人數，才能被認定為MK5。
組員名稱分別取自日本樂隊漂流者的碇矢長介、志村健、加藤茶、仲本工事、高木布。組合名稱由來為廣末涼子的歌曲 的略稱。
碇（Ikari）
配音：須藤翔（日本）；梁興昌（台灣）；葉偉麟【HKTV版】（香港）
MK5的首領。
嶋村（Shimamura）
配音：樋口智透（日本）；待查詢（台灣）；杜景煜【HKTV版】（香港）
茶藤（Chatō）
配音：中川慶一（日本）；何志威（台灣）；黃龍傑【HKTV版】（香港）
中田（Nakata）
配音：佳月大人（日本）；待查詢（台灣）；嚴鎮華【HKTV版】（香港）
武宇（Bū）
配音：丹澤晃之（日本）；待查詢（台灣）；李安邦【HKTV版】（香港）
美破（Miwa）
配音：藤井啓輔（日本）；林士程（台灣）；何偉誠【HKTV版】（香港）
支配MK5的壞酷兒。黃短髮有部份染紅，超級自戀，自認自己才是「石矢魔的女王」而敵視葵。有時候還會穿著奇怪的衣服。時常教訓MK5的碇說錯話。曾派MK5襲擊寧寧和千秋，令葵和男鹿決鬥。最後關頭出場時，原是想和葵決鬥，但被不知就裡的男鹿多次砸往地上，被倒插在地。
名稱來源為日本男創作歌手美輪明宏。

#### 殺六緣起
『石矢魔殺六兆頭（英文譯作「Killer Six Elements」）』是石矢魔高中重建後，由聖石矢魔學園以外的高中轉校回來的六大新興勢力。上位為「富士」、「鷹」、「茄子」，統稱「三怪」，下位為「扇」、「煙草」、「座頭」，統稱「三王」（大部分為1年級新生），綽號比喻為幸運物。所羅門商會將惡魔之力借給這六人。最後藤把每個人打倒，接著藤又被男鹿已決定性的一拳打倒。
藤（Fuji）
前任神曲高中組老大，「殺六緣起・三怪」的「富士」。1年級生，有人說他是史上最強新生。同時也是宅男。手下有多達一百名的王臣。
曾經向早乙女學習紋章術，因此是男鹿的師兄。髮型和東条相似但長很多，如久我山男人版和男鹿的身體加起來，撒旦的契約者，其能力與撒旦同是石化，實力遠在其它六緣起之上，一拳足以消毀四周，在20秒內瞬殺鷹宮、奈須、姬川，但因姬川啟動了魔力阻斷結界裝置，被斷絕魔力一段時間，遭到赤星以惡魔之力攻擊，後撒旦趕到，將赤星擊倒（變成石像）後，與撒旦一起破壞了設置在石矢魔高中的結界裝置，並與柱師團副團長——雷彌亞戰鬥。最後被男鹿已決定性的一拳打倒（但撒旦也在體內，所以兩個人都受重傷）。
撒旦
在人間界的形象為一名穿著黑色長風衣、頭髮後梳的男子，額頭中央還有一隻眼睛，在情緒興奮時會張開。
「七宗罪」之一，與現大魔王別西卜三世為死對頭，在上一次魔界爭奪戰中最後一個與別西卜戰的難分難捨的惡魔，且在戰鬥過程中帶給魔界極大的破壞，可見其實力與魔力之強；意圖透過擊敗卜寶雪恥上次魔界爭霸戰中的失敗。
與藤簽定契約的惡魔，能力是石化。實力強到能夠將柱師團團長——貝黑莫德擊敗；跟藤一同襲擊石矢魔，並把鎮上的人全都石化。將大森寧寧、谷村千秋、神崎一石化並追擊古市貴之，後柱師團出現並與其戰鬥，將柱師團全體石化。因結界裝置的關係無法進入學校，前往藤所在之處擊敗赤星並將藤帶往石矢魔高中突破結界，後將雷彌亞交給藤對付後去追擊邦枝葵與男鹿辰巳，並把邦枝葵石化。
惡魔之力
七宗罪特有的能力，能賦予契約者自由將生物石化的能力，但石化愈多人的人分散掉的魔力也就愈多，必要時可解除遭石化者的石化狀態回收魔力。且能與契約者融合肉身獲得更強的魔力以戰鬥。名字取自于圣经伊甸园里诱惑亚当和夏娃吃下禁果被耶和华打入火湖将权柄给予兽名数目以及大巴比伦和七宗罪里代表傲慢的恶魔撒旦和七宗罪里代表暴怒的恶魔萨麦尔。
鷹宮忍（Takamiya Shinobu）
生日：2月2日（水瓶座）　年齢：16歲（一年級）　身高：
前任墮天高中組老大，「殺六緣起・三怪」的「鷹」。人稱「帝王」。1年級生。
戰鬥時會將頭髮往後梳。有抽菸的習慣，認為王臣紋的數字大小沒有什麼特別的意義，只有「有用」或「沒用」僅此而已。
父親是「所羅門商會」的幹部，父親在鷹宮12歲時將商會找到的大惡魔「路西法」帶回給鷹宮，導致路西法甦醒，家中除鷹宮以外的人全數遭到路西法殺害，半年後早乙女受某個男人之託而教導他紋章術，和藤一樣是男鹿的師兄。半天就將紋章術練得爐火純青。
沒使用紋章術就能壓制接受短暫惡魔契約的古市，手下甚至200多人以上擁有王臣紋。
被男鹿以「煙滅能量」逼入絕境，在男鹿失去魔力之後，很得意的用紋章術猛烈攻擊男鹿，男鹿回復與卜寶的連接後，被男鹿的招式「究極凹陷神拳」擊飛到游泳池。
最後跟男鹿不使用魔力的情況下一對一PK，力竭倒在男鹿身上；後遭為了執行回收路西法任務的商會成員約翰找上，被匕首刺傷背脊，在即將遭約翰補第二刀時被路西法保護。
跟其他「殺六緣起」結盟一起對付藤。
藤來襲後，跟姬川、奈須還有赤星一起阻擋藤並啟動「運行開關」。被變成石像，但還是在阻擋。
被路西法喜歡卻不知道。
紋章術
經由早乙女禪十郎的教導，而學會與惡魔契約者控制魔力的一種技法，可以發展出多種招式。
路西法
在人間界的形象是個穿著洋裝的洋娃娃，留著白色的鬈長髮，身高與年幼時的鷹宮差不多高，附身在鷹宮身上。
「七宗罪」之一，為曾經與魔界王國為敵的惡魔，早乙女稱其為「大惡魔中的大惡魔」，魔力和實力僅次於同為七宗罪的撒旦；後被「所羅門商會」在某處古堡內找到，並由鷹宮的父親帶回，甦醒後把商會的的人全數殺害，卻未傷害鷹宮分毫。事件過後陪伴著鷹宮度過幽禁在家中宅邸的兩年時光，有時會用頭髮輕輕觸碰鷹宮，但不曾開口說話；後為了保護即將遭商會殺害的鷹宮以身擋下刺向鷹宮的一刀，負傷後終於開口對鷹宮表白。
魔力之強甚至能將男鹿震飛。在石矢魔高中校舍的屋頂上時，被男鹿的招式「煙滅能量」釋放出的魔力壓倒癱在地上。在所羅門商會的刺客要刺殺鷹宮時，擋在前面而遇刺。對鷹宮有感情。名字取自于圣经里带领3分之一的天使反叛上帝耶和华的堕天使和七宗罪里代表傲慢的恶魔路西法。
惡魔之力
七宗罪特有的能力，能賦予契約者操控極強的斥力及引力， 在戰鬥時多為輔助，真正的王牌仍是路西法身上強大的魔力。也擁有摘取人類靈魂(心臟)的能力，心臟遭摘取的人不會立即死亡，但傷口仍會呈現大量失血的狀況，且不在天明前將心臟還回本體其靈魂則自動升天。
奈須洋平（Nasu Yōhei）　首次登場：第188話
生日：3月15日（雙魚座）　年齢：15歲（一年級）　身高：
前任騷靈高中組番長，「殺六緣起・三怪」的「茄子」。人稱「飛天茄子（自稱）」。1年級生。在騷靈高中寄讀的那段時間，與商會的神祕男子簽約借用惡魔之力，後來把騷靈高中和石矢魔高中的火拼加以平息，並就任首領。
會使用紋章術，惡魔之力來自一個神祕的商會「所羅門商會」。有能力同時壓倒一樣是「殺六緣起」的赤星和市川。
企圖擊潰聖石矢魔高中組的男鹿一等人，並奪走卜寶。手下一干人等被出現王臣紋的神崎擊敗，在自己將被打倒時，商會的神祕男子要求把所有魔力加到奈須身上，使奈須出現「分身」這正是他的惡魔所擁有的能力，最後被男鹿用暗黑武鬥「爸爸開關」擊敗。
跟其他「殺六緣起」結盟一起對付藤。
藤來襲後，跟姬川、鷹還有赤星一起阻擋藤並啟動「運行開關」。依舊敵不過而變成石像，但還是在阻擋，左手已被扯掉了。
紋章術
與惡魔契約者控制魔力的一種技法，可以發展出多種招式。
縛紋
利用紋章的力量控制對手的行動，是紋章術基礎中的基礎。
開紋加速
放出紋章，並衝破紋章以進行加強速度與力量的招式，但此招被男鹿輕鬆擋下。
惡魔之力
與奈須簽定契約的不明惡魔，商會持有的眾多惡魔之一，相貌未明。
離魂體（Doppelganger）
附身奈須惡魔的能力，創造出數十個以上的分身，每個個體都跟本體一樣強，但發動招數時契約者必須承受極大的肉體負擔。
赤星貫九郎（Akahoshi Kankurō）　首次登場：第188話
前任火炙高中組頭領，「殺六緣起・三王」的「扇」。綽號為「全紅之扇」。1年級生。
與男鹿長得極度相像，左眼眼瞼下方有一道橫向疤痕，平常穿著一件有著刷毛衣領的飛行夾克 （页面存档备份，存于）；因臉部與男鹿相似，而被「所羅門商會」稱為「失敗男鹿」。認為只有自己才能打贏男鹿的自信。惡魔之力為擁有操縱火焰的能力，其形象取自原作者之前的短篇《大宮噴射機》(大宮ジェット)的主角。
自願到古市家來維持古市的生命，想賣個人情給男鹿，後與男鹿提議一同聯手。曾與男鹿在找古市靈魂(迷你古市)時一起開小差去釣小龍蝦。
跟其他「殺六緣起」結盟一起對付藤。藤來襲後，跟姬川、鷹還有奈須一起阻擋藤並啟動「運行開關」。受姬川託付後，用火焰攻擊藤，但因撒旦趕到並被變成石象。
瑪門
在人間界的形象為戴著火男面具，腰纏繃帶打著赤膊的男子。「七宗罪」之一，曾與大魔王爭奪過魔界的六個惡魔之一；個性有些貪財好利。
被所羅門商會收納的過程不詳，後赤星與其簽定契約，和赤星的關係似乎不錯；惡魔之力是火焰，有點燃生命之火的能力，在古市家中被委託幫忙維持古市肉體的生命力，但要收費。非常愛錢，每次幫忙都要收錢，但可接受賒帳。名字取自于七宗罪里代表贪婪的恶魔玛门。
惡魔之力
七宗罪特有的能力，能賦予契約者操控火炎的能力，契約者可伴隨著火炎一同達至目的地，或使大範圍的火炎如瀑布般落在目標身上。
赤紅子彈（Red Bullet）　
赤星與瑪門的真本事，借著纏繞火焰的拳頭朝敵人的身體轟擊將其貫穿。
鳳城林檎（Hōjō Ringo）
生日：5月6日（金牛座）　年齢：21歲（一年級）　身高：
前任魔女狩學園組頭領。「殺六緣起・三王」唯一女性。綽號「煙草」，人稱「香煙」。一年級留級生，被大森寧寧嘲諷為「留年女」。原烈怒帝琉第二代總長，因做事風格過於卑劣而被踢下台。
綁架與男鹿辰巳身心對調的卜寶，迫使邦枝葵對其言聽計從。擁有與邦枝葵不相伯仲的劍術等級，本以言語擊潰邦枝葵，正要給予致命一擊時，不料中途遭男鹿（卜寶身體）出手阻止，後被出現了「王臣紋」的邦枝葵以「水無陽炎」及「妖星劍舞」擊敗。
跟其他「殺六緣起」結盟一起對付藤。藤來襲後，跟市川救走男鹿並他拋入學校，但同時被撒旦變成石像。
市川蝦庵（Ichikawa Ebian）　首次登場：第188話
前任鯖徒高中組頭領，「殺六緣起・三王」的「座頭」。1年級生。光頭，是個重情重義的男子漢，武器是刀。契約者。
跟其他「殺六緣起」結盟一起對付藤。藤來襲後，跟鳳城救走男鹿並他拋入學校，但同時被撒旦變成石像。

#### 殺六緣起相關者
以下有關人員，是由殺六緣起統領。

##### 神曲高中組
神曲高校王臣
從神曲高中轉回石矢魔的學生，藤所率領。總人數超過100人。

##### 墮天高中組
從墮天高中轉回石矢魔的學生，鷹宮所率領。
八坂功拳
墮天組No.1，3年級，有抽菸的習慣，在鷹宮與男鹿對決時因吃下古市的靈魂而增強力量，應該被東條英虎打倒了。
緒方春海
墮天組No.2，3年級，擁有擊碎牆壁的拳頭，在鷹宮與男鹿對決時因吃下古市的靈魂而增強力量，被邦枝葵以卜寶的魔力擊敗。
宇多川妖憲
墮天組No.4，2年級，通稱「觀測者」，武器是柺杖，其真實身份是「所羅門商會」的幹部。
鈴村涼音
墮天組No.5，2年級，通稱「黑秘書」，武器是棍子，在鷹宮與男鹿對決時因吃下古市的靈魂而增強力量，被邦枝葵以卜寶的魔力擊敗。
內藤薩利
墮天組No.6，2年級，通稱「幹架老大」，在鷹宮與男鹿對決時因吃下古市的靈魂而增強力量，強大力量的內藤有能力與無王臣紋之力的東條抗衡，但不敵有王臣紋的東條，被一拳揍出窗外。
月島零遠
墮天組No.7，1年級，通稱「超能者」，其特技「灰色羅盤」，是利用王臣紋之力製造出一個羅盤進行突刺攻擊，但對短暫契約的古市沒用。試圖阻止古市逃跑，但卻被接受短暫惡魔契約的古市輕鬆秒殺。
豬熊八段
墮天組No.8，3年級，通稱「紅牛」，試圖阻止古市逃跑，但卻被接受短暫惡魔契約的古市輕鬆秒殺。
毒島勇
墮天組No.9（原No.3），3年級，試圖阻止古市逃跑，但卻被接受短暫惡魔契約的古市輕鬆秒殺。

##### 騷靈高中組
騷靈高中組（簡稱「騷靈組」）是由騷靈高中轉校到石矢魔高中的學生組成，並由奈須洋平所率領。
鬼束操
過去為東邦神鬼中的「鬼」，直到三年級之前都跟東條不分上下。人稱「暴走拖車」。
3年級，鋼琴手（但被相澤說彈得真是爛），奈須的手下之一，擁有奈須的「王臣紋」，數字為1，被擁有「王臣紋」的神崎擊倒。
龜山誠次（かめやま せいじ）
3年級，通稱「AQUOS」，貝斯手，武器為撥片，奈須的手下之一，擁有奈須的「王臣紋」，數字為2，被擁有「王臣紋」的神崎擊倒。
日野照臣（ひの てるおみ）
2年級，通稱「小精靈」，寵物，武器為薩克斯風，奈須的手下之一，擁有奈須的「王臣紋」，面具破掉長的小嘍囉臉，數字為3，被擁有「王臣紋」的神崎擊倒。
鹽入泰造（Shioiri Taizo）
3年級，通稱「熊先生」，太鼓手，武器為鼓棒，奈須的手下之一，擁有奈須的「王臣紋」，數字為4，被擁有「王臣紋」的神崎擊倒。
初登場時以把城山的頭部敲擊致重傷，因而成為了神崎的頭號目標。

##### 火炙高中組
從火炙高中轉回石矢魔的學生，赤星所率領。
灰澤涼
火炙高中組No.2。3年級。
茂盛滋
火炙高中組No.3。2年級。

##### 魔女狩學園組
從魔女狩學園轉回石矢魔的學生，鳳城所率領，自稱是「真烈怒帝瑠」（後被邦枝葵改成偽烈怒帝瑠）。
阿蛇里麻綾
魔女狩學園組副頭領，3年級，與影宮雪乃挾持大森寧寧一夥做人質，後與魔女狩學園被邦枝葵以「妖星劍舞」秒殺。有能力壓倒大森寧寧一夥。
影宮雪乃
魔女狩學園組參謀，3年級，與阿蛇里麻綾挾持大森寧寧一夥做人質，後與魔女狩學園被邦枝葵以「妖星劍舞」秒殺。有能力壓倒大森寧寧一夥。

##### 鯖徒高中組
從鯖徒高中轉回石矢魔的學生，市川所率領。
茶坊總謙
鯖徒高中組副頭領，3年級，通稱「茶坊」。
梶浦鐵人
鯖徒高中組參謀，3年級，通稱「bireley's」。

### 聖石矢魔學園
私立聖石矢魔學園（セントいしやまがくえん）是石矢魔高中修復期間，男鹿一行人暫時就讀的學園。雖有著與石矢魔高中相似的名稱，但其實是一所優等學校。聽說以石矢魔高中學生「全員都是笨蛋」為理由，而沒有特意分年級共同於同間教室上課，形成一個包括一至三年級生的石矢魔高中特別班。學校社團活動十分盛行。

#### 六騎聖
六騎聖（ろっきせい）由六位社團活動頂尖人物組成。管理聖石矢魔高校學生與活動的六人部長連盟。某意義上比學生會有更大的權力。會在衣領裡佩戴背負十字架的獅子型徽章作身份識別，而外面則佩戴隨個人喜好的其他徽章。（英文：Rokkisei）
出馬要（Kaname Izuma）
配音：福田賢二（日本）；蔣鐵城（台灣）；張振熙【Animax版】／伍博民【HKTV版】（香港）
年齡：18歲　身高：189cm　出生日期：1月4日
六騎聖最強的男人。三年級學生，空手道主將兼學生會長，學園祭結束後引退，出馬八心流十六代目的當主。戴銀框眼鏡，黑短髮，操一口關西腔（台灣動畫版改為講台語）。在奈良時收三木為徒弟。暗戀對象為七海靜，但後來七海靜以暗示的方式對他拒絕了。
能夠操控強度不大的魔力，是由遭魔界流放的下級惡魔和人類結合後所生下的非純種惡魔。高二時在學校不慎使用魔力，而被迫致走投無路之時，被聖石矢魔校長收留，轉入聖石矢魔後才得知還有其他與自己遭遇相同的人。學園祭後，從空手道社引退。
打排球時會使用惡魔之力，雖然很強，但有時會裝笨而被組員吐槽。對男鹿的「蠅王紋」的魔王力量好像有些認識，某晚與東条相約決鬥，能使用惡魔的力量，但被突然出現的古拉菲爾踹飛，還被認為是失敗品。
七海靜（Shizuka Nanami）
配音：池澤春菜（日本）；龍顯蕙（台灣）；柚子蜜【Animax版】／陳凱婷【HKTV版】（香港）
年齡：18歲　身高：166cm　出生日期：8月16日
六騎聖唯一女性。三年級學生，弓道部主將，學園祭結束後引退。。通稱「静御前」，若在她面前叫綽號她會生氣。留著橙色長髮，佩戴海豚型的徽章。家裡在經營整骨院。有著媲美奧斯卡影后的演技以及賣萌能力，同時是個腹黑。
認識「東邦神姬」的東条英虎，跟他是青梅竹馬，喜歡東条，小時後東条打架受傷時就會到七海靜家中的整骨院擦藥，也認識早乙女禅十郎，某晚與東条等著出馬，觀看兩人的決鬥。
新庄‧亞力士‧羅德利蓋斯‧一郎（Ichirō Shinjō）　初登場：漫畫50話；動畫27集
配音：平川大輔（日本）；林谷珍（台灣）；楊耀泰【Animax版】／何偉誠【HKTV版】（香港）
年齡：17歲　身高：172cm　出生日期：7月27日
二年級學生，拳擊部部長兼新任學生會長，戰鬥時會戴上橡膠手套，在所有正式比賽總是一擊解決對手，無論什麼事都能輕鬆完成的天才型。佩戴糞便型的徽章（不朽名作「小飯飯」中的便便男爵）。黃色捲髮，混血兒，夢想是成為鋼琴家。因為與鋼琴決賽撞期，所以拳擊決賽沒去參加，全國排名最後只得到第二。
認定石矢魔學生為頂級的不良，擅自進行制裁，獨力擊倒MK5。天台戰一開始就被男鹿全力打倒。出馬要退位後成為新任學生會長。
在「聖Saint X'mas」的活動當中，擔任品嘗人員。由於對飲食的要求很高，對古市與大森組製作的蛋包飯，其評價是「難吃得要死」；而神崎與花澤製作的奶香焗菜，因神崎個人對優格路奇（乳酸飲料）的喜愛，過度使用，不顧他人口感，使得新庄‧亞力士也感到不爽口。故在吃下這兩個作品後，直接罵這兩組「去死」。
名稱由來為元棒球員-ja-與美國職棒大聯盟（MLB）的棒球隊伍紐約洋基的Alexander Emmanuel Rodriguez與棒球隊伍西雅圖水手的鈴木一朗。
榊光輝（Mitsuteru Sakaki）　初登場：漫畫50話；動畫27集
配音：中川慶一（日本）；何志威（台灣）；嚴鎮華【HKTV版】（香港）
年齡：16歲　身高：183cm　出生日期：10月17日
二年級學生，劍道部主將，從小就在劍道場修行，展現出令老師也感到驚訝的才能，然而卻從某時候對拔刀術（居合）產生興趣進而為之傾倒。使用綁有鈴鐺的竹光刀作為武器，會使用時速250km的居合劍術。綠長髮，束長馬尾。無表情，除了被瓦解攻擊時總是閉著眼。不多說話，口頭禪是「超萌（萌え）」。是喜歡動漫的御宅族。佩戴萌系女子型的徽章。看到邦枝葵總是會說一句「邦枝....很萌.....」。
鄉宏道（Gou Hiromichi）　初登場：漫畫55話；動畫30集
配音：高橋伸也（日本）；林士程（台灣）；張振熙【Animax版】／黃志明【HKTV版】（香港）
年齡：不明 身高：185cm　出生日期：3月7日
二年級學生，業餘無線通訊部主將，曾參加ARDF無線通信世界大賽，體力和智力都相當高。彪形大漢，眼神銳利，酒紅色刺蝟頭沒有瀏海，右額有條狀印記。因沒有穿著制服，所以徽章不明。據說是聖矢魔最凶暴之男人。被古市認為在六騎聖中最沒有存在感的。天台戰時和夏目慎太郎交手。
名稱來源為日本男歌手鄉廣美。
三木久也（Hisaya Miki）
配音：岡本信彥（日本）；梁興昌（台灣）；陳健豪【Animax版】／葉偉麟【HKTV版】（香港）
年齡：15歲　身高：158cm　出生日期：2月5日
一年級學生。空手道部主將。紫色短髮，雙眼下方也有痣，左臉頰下有兩條疤痕。聖石矢魔史上第一個成為六騎聖的一年級生，使用空手道與中國拳術八極拳。佩戴太極兩儀圖型的徽章。
與男鹿、古市為硬田中學舊識，因要搬往於奈良的娘家而在春假後轉學，同時在奈良與出馬結識，並拜出馬為師，因為想要追隨師傅出馬，而考進聖石矢魔高中。憧憬著男鹿，為証明自己的實力肆意挑戰（其實是不得了的恩將仇報）。獨力擊倒神崎，被卜寶厭惡。經排球賽後，解開了跟男鹿的誤會，跟男鹿和古市重修舊好。
名稱由來為日本男演員東幹久。

#### 學生
山村和也　初登場：漫畫48話；動畫25集
配音：淺沼晉太郎（日本）；林士程（台灣）；張振熙【Animax版】／鄧燦陽【HKTV版】（香港）
一年級六班十五號。與藤崎梓是青梅竹馬。藤崎梓稱他為小和（かず）。不擅長作優等生，擅長稱讚別人，非常憧憬不良。自願當男鹿小弟。
據藤崎梓的說法，山村原本是黑色學生頭，並且有一副眼鏡的樣子；由於憧憬不良，所以才變成是金色短髮刺蝟頭，加上領帶不繫緊，並在手腕處各有紅色護腕的樣子。而「自願當男鹿的小弟」，是因為親眼看到男鹿強大的實力，卻又不能保護好藤崎梓，故希望跟隨男鹿，好增強自己的實力。
排球賽時趁帝毛高工的頭目們在戰鬥，與聖石矢魔高中的六騎聖等人一同把帝毛的光頭們收拾掉（一般而言只有六騎聖有除害的權限，大概是特殊情況）。
名稱由來為日本足球代表山村和也。
藤崎梓　初登場：漫畫49話；動畫25集
配音：日笠陽子（日本）；龍顯蕙（台灣）；莎拉【Animax版】／蔡雁紅【HKTV版】（香港）
一年級六班。與山村和也是青梅竹馬。雙辮子女生。沒有什麼危機感。把古市貴之自稱的「智將」（智将）聽成「恥將」（恥将，日文發音相同）或「智障」。在送給古市的蛋包飯上，以番茄醬「寫」上「恥將」二字，即是最明顯的證明（後期大森寧寧與古市一組對決神崎與花澤一組進行「聖Saint X'mas」的料理對決活動當中，大森寧寧也仿照類似的方法，在酸醋飯與蛋包飯上，也用番茄醬「寫」上「恥將」二字）。
有天然呆的性格。
古奈多依子
配音：吉田奈央（日本）；林美秀（台灣）；鄧潔麗【Animax版】／程文意【HKTV版】（香港）
廣播社社員。石矢魔對六騎聖的排球比賽和聖Saint X'mas比賽時擔任解說員位置。
畑山前輩
配音：中川慶一（日本）；林谷珍（台灣）；陳健豪【Animax版】／翟耀輝【HKTV版】（香港）
排球社社員。與多依子一同擔任解說員。
幽子（Yūko）　初登場：動畫53話
配音：東山奈央（日本）；林美秀（台灣）；陳姻岐【HKTV版】（香港）
幽靈小姐。以美妙的外觀換得古市的喜愛，讓古市以為喜愛她。實際上，是叫做「強尼」的靈魂依附在古市的身體內，並向幽子告白，讓古市的精神愈來愈差。
鴨川
一年級三班之聖石矢魔學園學生。在校內向女性同學搭訕，城山看到後，認為這群人不該如此，並向鴨川提出向城山自己「一人一拳」作為「回報」。城山對這些人的「回報」沒有任何感覺，故鴨川與另一人共同向城山投擲巨大啞鈴。在城山受重傷並緊急送醫後，卻遭神崎的報復。

#### 教師
佐渡原巧（Sadohara Takuki）　初登場：漫畫48話；動畫25集
配音：佳月大人（日本）；梁興昌（台灣）；陳健豪【Animax版】／翟耀辉【HKTV版】（香港）
負責石矢魔高中特別班班主任，通稱。27歳。曾離婚，現時單身。原本打算在授課首天對特別班的學生施下馬威，以達殺雞儆猴之效，結果全部自食其果。不但反被姬川要脅；其次是自言比腕力未逢敵手，卻被東不費吹灰之力秒殺；最後更驚醒卜寶而遭受電撃以致昏倒。休假一段時間後，在進行排球比賽當日返回學園為學生打氣，改取微支持態度，其實只是一個想要獲得認同的好老師。
木戶　初登場：漫畫51話；動畫26集
配音：里卓哉（日本）；林谷珍（台灣）；張振熙【Animax版】／梁志達【HKTV版】（香港）
男鹿辰巳和邦枝葵等人的生活指導教師。為人不苟言笑，嚴肅認真。對不良行為示以警告，正在實行石矢魔再生計劃。
石動源磨（Isurugi Genma）　初登場：漫畫78話；動畫28集
配音：里卓哉（日本）；何志威（台灣）；陳健豪【Animax版】／黃志明【HKTV版】（香港）
現任聖石矢魔學園校長，收留出馬要的人。早已認識早乙女禪十郎﹑邦枝一刀齋和比希莫特等人。對於大魔王及惡魔之事亦有一定情度的瞭解。雖然外表瘦弱，不過戰鬥時，全身都會爆發出力量驚人的肌肉。
早乙女禪十郎（Saotome Zenjūrō）　初登場：漫畫37話；動畫21集
配音：藤真秀（日本）；梁興昌（台灣）；陳健豪【Animax版】／黃志明【HKTV版】（香港）
石矢魔高校畢業生，是大魔王蠅王的契約者，亦是石動源磨口中的「傳奇老師」，實力超群，能將男鹿辰巳、東英虎、出馬要一拳撃倒。現為石矢魔高校特別班的新班主任。跟東条和六騎聖的七海靜認識已久，被二人尊稱為「禪哥」。
右肩上有著皇家紋章，而且還是紋章使。與聖石矢魔的校長、邦枝一刀齋相識多年，知道有關惡魔的事情。戰鬥力驚人，被賈巴沃克稱為「大戰的霸者」。
有三名徒弟，分別為藤、鷹宮忍、男鹿辰巳。在柱爵－拿格率領兩名部下襲擊男鹿期間及時出現，並以壓倒性的力量迫使拿格等人返回魔界。事後主動指導男鹿運用惡魔之力的正確方法，是使用紋章術的大師把紋章術教授給男鹿。
同樣懂得使用心月流的「撫子」，而且能夠將懸崖攔腰折斷，這種遠遠高於男鹿割開一顆大岩石的程度令男鹿最終折服。
心月流‧無刀‧撫子
掌心貼近對手背部，將力量集中在一個點的強力衝擊。
紋章術
與惡魔契約者控制魔力的一種技法，可以發展出多種招式。
高橋（Takahashi）
配音：岩崎博（日本）；蔣鐵城（台灣）
原先獲聘為惡魔野學園的教師。在惡魔野学園倒塌後，再獲聘為聖石矢魔學園的新特設班教師，但學生依舊是惡魔野學園的原班人馬。

### 其他學校

#### 帝毛高職
帝毛高職（日语：／）
是盤踞聖石矢魔學園附近的其中一間不良少年學校。校內學生除了霧矢令司以外都是光頭。學校名稱源自與日文發音相似的「剃毛」。
霧矢令司
配音：高瀨右光（日本）；林士程（台灣）；黃志明【HKTV版】（香港）
原魔野中學有名的不良學生。以鋒利的指甲作武器，曾經以指甲在三木的左臉上留下疤痕，期後被男鹿同以指甲在臉正中留下三度疤痕。在排球賽中帶領帝毛的人闖入比賽場內找男鹿復仇，後被惡魔化的男鹿擊敗。
三鏡考太郎
配音：樋口智透（日本）；梁興昌（台灣）；楊耀泰【Animax版】／李安邦【HKTV版】（香港）
影組四大天王之一，綽號，制服外加一件粉紅帽衣，自稱自己留光頭是潮流。
鬼塚雲昇
配音：丹澤晃之（日本）；林谷珍（台灣）；黃龍傑【HKTV版】（香港）
影組四大天王之一，別名。禿頭留鬍子，穿木屐。性格沉穩。
黑木光星
配音：河西健吾（日本）；何志威（台灣）；張振熙【Animax版】／翟耀輝【HKTV版】（香港）
影組四大天王之一，別名。禿頭，個性冷靜，會使用棒術。
出崎巧
配音：高橋伸也（日本）；林士程（台灣）；陳健豪【Animax版】／杜景煜【HKTV版】（香港）
影組四大天王之一，別名。禿頭，戴眼鏡的人妖，頭部右邊刺「女」字、左邊刺「男」字刺青。
斜落
配音：丹澤晃之（日本）；何志威（台灣）；黃志明【HKTV版】（香港）
禿頭，長八字鬍。統領聖石矢魔學園附近地盤的帝毛高工的首領。被男鹿瞬殺掉。

#### 南珍比良高中
哀場豬藏
南高當家的領袖，和男鹿一樣有著「帶子老大」的稱號，總是把自己的妹妹背在身後行動。喜歡邦枝葵，曾為向喜歡男鹿的邦枝葵告白，而找男鹿挑戰。在戰鬥的過程中讓石獅子(小狛)附身，被打敗後答應男鹿等人，不會再對他們出手。在「聖SaintX'mas」中再度出現，與邦枝葵搭擋參與最後的決賽，起初以虎來咆取得優勢，但最後不及男鹿與希路達的組合而落敗。被石矢魔的學生暗諷為「多情老大」
哀場千夜
豬藏的妹妹。4歲，喜歡卜寶。看似乖巧其實講話狠毒。與神崎二葉是死對頭，平時都被豬藏背在後背上。
南珍比良高中的東邦神姫
東山
邦彦
神谷
姫路

#### 私立聖馬克斯修道學院
是一所特權階級創立的學校，光是進入就要數千萬日元。純金製的正門高達18m，入校費更是幾十倍的巨款，在學校裡頭全是有錢有勢的學生。
久我山潮
年齡：17歲　身高：159cm　生日：2月9日
是聖馬克斯校中的學生会長，姬川的未婚妻。還在學校創設地下競技場，受姬川等人委託必須進入一道門找回一幅「艾莉絲王后」的畫像，事情結束後說明自己其實是女性，並向姬川單挑，如果勝利就必須和她結婚，最後被姬川打敗。在兩年後，與姬川在同一所公司工作。
小玉和波奇
由大魔王做出來的具象惡魔，容易尿崩，負責守住「大魔王的畫像」的守衛，在男鹿準備將「大魔王的畫像」搬走之時，使用魔言操控地下競技場所有的觀眾跟鬥士起內鬨。

#### 聖母瑪莉亞女學園
動畫原創，第51話登場。西關東的貴族女子中學，學園都是千金小姐。當中的女子組織「菊百合會」外表是高貴淑女，卻主宰校園，更稱霸西關東。視石矢魔學園的烈怒帝瑠為競爭對手。
會長
配音：待查（日本）；曾秀清（香港）
下屬都稱她為「會長姊姊」，外表溫文有禮，但滿腹心計。趁烈怒帝瑠開總會之時設伏包圍，打算一舉擊倒烈怒帝瑠，稱霸整個關東。大森寧寧指斥她們是貴婦狗。

### 親屬和家族相關者

#### 男鹿家
男鹿羊次郎（Oga Yōjirō）
配音：丹澤晃之（日本）；梁興昌（台灣）；郭俊廷→楊耀泰【Animax版】／翟耀輝【HKTV版】（香港）
男鹿辰巳的父親。本名不詳（最終番外篇公布為羊次郎）。戴眼鏡，外表並不強悍的，普通上班族。 必殺技為。此項技能也是希路達的研究之一，據希路達說明，滑壘式撲跪不是用來攻擊，而是用來防禦，看似簡單的技能難度卻非常高。作者表示辰巳跟美咲強大的打架實力來源，是由父親遺傳的下跪力特化而成的。在最終番外篇中改變歷史成為肌肉型男。
男鹿湘子（Oga Shōko）
配音：高橋里枝（日本）；林美秀（台灣）；鄧潔麗【Animax版】／陳凱婷【HKTV版】（香港）
男鹿辰巳的母親。本名不詳（最終番外篇公布為湘子），是家庭主婦。據希路達描述，男鹿的性格應該是遺傳自母親，在最終番外篇中改變歷史變為美麗少婦。
男鹿美咲（Oga Misaki）
配音：木下紗華（日本）；林美秀（台灣）；柚子蜜【Animax版】／顏頌怡【HKTV版】（香港）
年齡：19歲　身高：167cm　生日7月27日　喜歡的事物：冰淇淋　討厭的事物：蟲子、土鱉蟲
男鹿辰巳的姐姐。大學生，「烈怒帝瑠」第一代總長。暴力程度在男鹿之上，打架很強大，是唯一可以把辰巳踩在腳下的存在。在辰巳小學的時候，會偶爾帶他跟著烈怒帝瑠的成員一起去與暴走族打架。曾一腳踢飛秋則的天秤座惡魔。
問到希路達「是什麼國家的人？」把希路達回答的「魔界（マカイ）」，錯聽成「澳門（マカウ）」。似乎很中意邦枝葵，並叫邦枝葵常來玩。神崎曾稱她做「老太婆」後，結果被她一擊打到陷入門中。
馬沙夏爾
男鹿湘子的叔父，辰巳和美咲的叔公。在最終番外篇中登場。

#### 古市家
古市穗花（香港又译作）
配音：清水彩香（日本）；林美秀（台灣）；黃紫嫻【HKTV版】（香港）
古市貴之妹妹，14歳。在古市介紹亞蘭德隆時，與父母一同使用吃驚的表情看著，想進一步了解二人關係之際，卻被父母趕回房間。對哥哥誤會日益加深，不但認為他與亞蘭德隆之間有某種特殊關係，還因為剛巧撞見哥哥撲倒在拉米亞身上，而以為哥哥是蘿莉控。
初登場時，作者尚未為角色命名，直至動畫化後才取名「ほのか」。
古市父母親
配音：佳月大人、中司優花（日本）；蔣鐵城、龍顯蕙（台灣）；郭立文、朱碧怡【HKTV版】（香港）

#### 邦枝家
邦枝光太
配音：高垣彩陽（日本）；龍顯蕙（台灣）；柚子蜜【Animax版】／陈姻岐【HKTV版】（香港）
邦枝葵弟弟。2歲，個性腹黑。由葵負責照顧。每次都輕輕鬆鬆贏了卜寶。是卜寶交的第一個朋友。在石矢魔樂園初次見到神崎二葉時就喜歡上她了。
邦枝一刀齋
配音：岩崎博（日本）；梁興昌（台灣）；郭俊廷→楊耀泰【Animax版】／何偉誠【HKTV版】（香港）
邦枝葵爺爺。是心月流現任當家。雖已年屆83歲，但仍然保持著每朝2個小時的鍛鍊，因此身體至今仍然相當健壯。帶葵到魔二津的寺廟幫忙的時候，遇上對卜寶進行特訓的男鹿。與之對招，技壓男鹿。在男鹿擊倒不良流氓後認同男鹿的實力，視男鹿為「候補孫女婿」。
在男鹿想要修行的時候，陰錯陽差而幫了男鹿修行。知道惡魔之力的使用方法。在貝黑莫德造訪聖石矢魔高中時，與早乙女、石動一同前去阻止他繼續與男鹿接觸，可見得身分並不單純。是烈怒帝瑠全員的師父。名字取自于一刀流的师范伊藤一刀斋。
邦枝忍
邦枝葵和邦枝光太的母親，目前不在家，與斑鳩醉天是少女時期就認識的好友。

#### 神崎家
神崎武玄
配音：乃村健次（日本）；蔣鐵城（台灣）
神崎之父。同時也是「關東惠林氣會」（黑道）的老大，但是完全沒有黑道老大的樣子。非常疼愛自己的孫女「神崎二葉」。其實非常善良。
神崎零
神崎之兄，育有一女。因為厭惡繼承家族的黑社會業務而離家出走，目前任職於知名企業。尚未登場。
神崎二葉
神崎零的女兒，即是神崎一的姪女。4歲，性格好強。收卜寶與邦枝光太為自己的部下，算是卜寶繼邦枝光太後的第二個朋友，跟哀場豬藏的妹妹哀場千夜是死對頭。

#### 姬川家
蓮井（Hasui）
配音：河西健吾（日本）；林谷珍（台灣）；楊耀泰【Animax版】／邓灿阳【HKTV版】（香港）
姬川財團忠誠管家。尊稱姬川龍也為「龍也少爺」。經常以私人直昇機接送姬川。偷偷在姬川的飛機頭安裝了GPS追蹤器，會透過衛星影像確認姬川的動態及人身安全。在姬川等人跟焰王進行網路對戰期間，奉命收購整個遊戲的開發商，在幕後協助姬川勝出。
姬川達右衛門（Himekawa Tatsuemon）
姬川龍也的 ，明治時代時將姬川家族復興的人物。
女傭
姬川家中侍奉姬川的女傭，與蓮井一同出現在直升機上接送姬川到石矢魔高中去。

#### 谷村家
谷村夏樹
千秋之弟。11歳。
谷村春海
千秋之弟。6歳。

### 魔界

#### 魔族相關者
大魔王／別西卜三世
配音：高橋廣樹（日本）；梁興昌（台灣）；陳健豪【Animax版】／何偉誠【HKTV版】（香港）
蠅之王。真名未知，通稱別西卜三世（父親是別西卜二世，祖父是別西卜一世，兩者仍然健在）。長髮，頭戴長角頭盔。
外表行為隨便，其實都經過深思後才做出其行動，以「他們繁殖得太快」而決定毀滅人類，但說本人「超級忙」（其實是想讓自己的孩子到人類界磨練），所以派卜寶到人間代理，之後覺得太慢（說「畢竟是嬰兒嘛」之類的話），所以派焰王到人間，但卻沒說清楚最終的目的是要他們兄弟聯手，還是替代弟弟。於239話中說明因為太多喜歡來找碴的人讓他覺得很煩才會想毀滅人類。
其真面目預測快要出現，在漫畫中向來都只出現大魔王的後腦，但在聖馬克斯學院篇出現的大魔王是以臉部下半邊以外出現（還是正面的），雖然之後以跨下姿態出現。於239話出現了臉部（鼻子以下的部位）。
本身實力強得離譜，為報妻子之仇，曾單身闖入並且摧毀「所羅門商會」總部，還把商會為首的三老頭吊起。而且能輕易地把鷹宮與藤兩人打倒。平常在家裡打太鼓達人的類似遊戲、唱KTV或和部下打麻將，有一次因為打太久所以泡澡（卜寶不喜歡洗澡的原因）。名字取自于七宗罪里代表暴食的恶魔苍蝇之王别西卜和所罗门七十二柱魔神里第一位的魔神巴尔。
艾莉絲（Iris）
大魔王妻子，B仔和焰王母親。坐在輪椅上的黑髮女性，性格溫柔。
唯一善待希爾德的王族成員，待她親如姊妹，也是她親自將B仔託付希爾德照顧。
在魔界因與丈夫吵架而離家出走（回娘家），甚至嗆他「去工作啦廢物」才導致丈夫想毀滅人類。
原本只是想離開一下子，但丈夫馬上把B仔送到人間，那時她決定在人間守護B仔和男鹿，卻被所羅門商會藉此利用當作道具欺騙。甚至在男鹿跟約翰對打時，想衝破結界，卻被以「商品」為由打傷。最終在男鹿幫助下，跟B仔回魔界了。
焰王
配音：木下紗華（日本）；劉如蘋（台灣）；莎拉【Animax版】／陳凱婷【HKTV版】（香港）
卜寶的哥哥，有三個侍女服侍，自認為帥哥，被大魔王派到人間除掉人類。（在動畫正式出場前就時常以路人甲方式露面）
本人是個超級愛哭鬼。一哭就會發生火災，在魔界曾燒了七天七夜，共三十多條街。雖然在人界力量減弱，但也能把周圍15公尺燒毀。
很喜歡玩遊戲（尤其是人界的電動），為了電動延續毀滅人類的時間（與其父親大魔王相同）。個性很不服輸，一旦輸了會不斷要求重來，直到自己贏了為止（但就算贏了也可能會繼續）。
雖然被大魔王派來理由可能是「兩兄弟攜手合作友好毀滅人類大計畫」之類的，但部分家臣認為這是為決定接班人做的競技。家臣中的貝黑莫德34柱師團認為這是一舉推翻小王子（卜寶）的機會。
很喜歡拉米亞，但因為害羞而不敢表達。強烈認定拉米亞是自己未婚妻。當初會和男鹿等人開戰也是因為看見古市壓倒在拉米亞身上而產生誤會。因而向古市宣戰，要搶回拉米亞。
貝黑莫德柱師團隱瞞焰王並偷偷將三名侍女惡魔開除，理由是「繼續放任王子成長將可能帶壞王子」，惡魔野學園的事情結束後，三名侍女惡魔回來繼續服侍他。
妮可（Nico）
原作最終話登場。卜寶和焰王妹妹，兩年後男鹿回到人間時，被背在男鹿背上。
佛卡斯‧拉夫馬尼諾斯（Foras Rakhmaninov）
配音：加藤亮夫（日本）；梁興昌（台灣）；張振熙【Animax版】／鄧燦陽【HKTV版】（香港）
宮廷御用藥師。非常厭惡人類，不希望人類看見其真正外貌因而借用呣—呣—外形作偽裝，頭戴毛氈帽，在魔界是維持原本的樣子。好像可以閱讀人們的思想，但本人是說這不是讀心術。
被拉米亞的母親雷米亞所託，要他好好照顧拉米亞。門徒拉米亞所述，佛卡斯醫師本人非常帥，似乎不希望人類看見其真正非常帥的樣貌（漫畫中曾出現其臉部有傷痕的畫面）。
拉米亞（Lamia）
配音：福原香織（日本）；林美秀（台灣）；柚子蜜【Animax版】／蔡雁紅【HKTV版】（香港）
拉夫馬尼諾斯助手。雷米亞的女兒。粉色短髮年輕女子，身穿實驗服、藍白相間長筒襪。性格輕狂，有傲嬌性格，以凶暴掩飾害羞，對他人不禮貌，但會接受拉夫馬尼諾斯的教訓。
身邊帶著兩隻呣—呣—，一隻總是在其頭上（動畫版為鮮紅色），另一隻在其連身帽裡（動畫版為亮黃色）。
憧憬著希路達，稱呼希路達為希路達姐姐。似乎很討厭被當作焰王的未婚妻，所以並未主動提起這件事情。與古市貴之有多次不小心的近距離接觸，是古市貴之被誤會為蘿莉控的原因。在番外篇中，喜歡上古市貴之，但是由於自身傲嬌性格，似乎是不想承認。
名稱的由來是希腊神话女妖拉彌亞。
呣—呣—
果凍狀魔界生物。拉米亞有養兩隻，一隻總是在拉米亞的頭上（動畫版為鮮紅色），另一隻在拉米亞的連身帽裡（動畫版為亮黃色）。備注不是隨便畫的。
安潔莉卡（Angelica）
配音：戶松遙（日本）；龍顯蕙（台灣）；鄧潔麗【Animax版】／陳凱婷【HKTV版】（香港）
亞蘭德隆女兒。次元傳送惡魔。天然呆。曾經被布拉都的魔境中的強盜捉走的，被男鹿辰巳、古市貴之、拉米亞等人救出。雖為次元轉送惡魔，但至今尚未出現其轉送方式的過程，是否與其父亞蘭德隆相同暫時不得而知。

#### 侍女惡魔
約露達（Yoruda）
配音：壽美菜子（日本）；林美秀（台灣）；柚子蜜【Animax版】／程文意【HKTV版】（香港）
焰王的侍女惡魔之一。是希路達的妹妹，面貌與希路達相似，身穿疑似哥德蘿莉式造型的女僕裝。與希路達的關係非常差（相互敵視）。使用武器為拖把，拖把前端可伸長。和亞蘭德隆一樣是次元轉送惡魔，但階級與能力比亞蘭德隆高許多，能創造異次元世界並與外界進行隔離與阻礙。同時也能調整房間的寬窄度。
因貝黑莫德34柱師團等人認定有帶壞焰王大人的可能性，被關進惡魔野學園的牢裡，希路達被關在隔壁，被要求轉送貝黑莫特的眾多惡魔。以「轉送全部貝黑莫德34柱師團的惡魔」為條件，被告之完成後便可回到焰王身邊，其實早已被開除。因轉送太過頻繁導致發高燒且身體虛弱，被希路達發現後以交換服裝的變裝拯救以逃離牢房，向男鹿辰巳等人求救，希望能夠救出希路達。
動畫版最後將卜寶、希路達、拉米亞、亞蘭德隆轉送回魔界（因為自己欠希路達一份人情）。
依莎貝拉（Izabella）
配音：美名（日本）；劉如蘋（台灣）；鄧潔麗【Animax版】／杜翠翎【HKTV版】（香港）
焰王的侍女惡魔之一。造型為長髮的祕書型。平日拿著一本精裝書，能將書裡的圖片化作現實存在的能力。
莎珠拉（Satura）
配音：小堀友里繪（日本）；龍顯蕙（台灣）；朱慧珊【HKTV版】（香港）
焰王的侍女惡魔之一。女僕裝扮為小惡魔的造型。使用手槍為武器，能力目前不明。

#### 貝黑莫德34柱師團
由魔界首屈一指的戰鬥種族「邪龍族」組成，王宮直屬的武裝集團，由24名柱將與10名柱爵擔任指揮的組織。成員一共有394人。柱爵會被授予不同來歷的龍之名，同時擁有二至三名柱將作為部下。名字取自于圣经里的以色列之王所罗门所掌管的所罗门七十二柱魔神。

##### 團長
貝黑莫德（Behemoth）
配音：西村知道（日本）；林谷珍（台灣）；張振熙【Animax版】／梁志達【HKTV版】（香港）
貝黑莫特34柱師團的創始人兼前團長，目前聲稱自己已退休。外表為一個老人，來到聖石矢魔高中想和男鹿打招呼，卻被男鹿拒絕，在屋頂與早乙女、一刀齋、石動三人打招呼卻遭到三人出手攻擊，但絲毫不為所動，實力深不可測。
是重建石矢魔高中的幕後者，並將重建後的校區（原石矢魔高中的校區）命名為惡魔野學園（原意為惡魔的學校（悪魔の学園），本來只是古市隨意取的），並且成為校長。將希路達抓來的目的是為滿足焰王對胸部的飢渴，想將希路達作為焰王新的侍女惡魔。
曾在米飯君秀登場，和男鹿、邦枝葵、東条、陣野薰、七海靜一戰。被古市用大魔王的面紙以簡易契約的方式招喚出來，與男鹿一戰，聲稱已盡力，但古市身體已撐不住而沒能殺死男鹿。名字取自于圣经创世纪神话里上帝耶和华用黏土创造的万兽之王贝希摩斯以及七宗罪里代表怠惰的恶魔贝尔芬格。
賈巴沃克（Jabberwock）
配音：山路和弘（日本）；何志威（台灣）；楊耀泰【Animax版】／鄧燦陽【HKTV版】（香港）
貝黑莫德34柱師團現任團長，貝黑莫德兒子，有「狂龍」賈巴沃克之稱。臉上有一道傷疤，紅色長髮，身形健碩。
初登場被希路達攻擊，但馬上派索多姆將其擒住。能輕鬆擋下「蠅王的紋章‧三連鎖」，甚至能獨自壓制東条和使出「暗黑武鬥」的男鹿。後來仍被聲稱「不是覺醒而是拼命」，使出「爸爸開關」的男鹿擊敗。
曾被古市用大魔王的面紙以簡易契約的方式招喚出來，並且擊敗東条。
索多姆
巨型巴哈姆特，外表為一條雙翅三尾巨龍，為賈巴沃克的寵物。名字取自于圣经里被耶和华毁灭的罪恶之城索多玛。

##### 柱爵
雷米亞（Laymia）
配音：高垣彩陽（日本）；劉如蘋（台灣）
貝黑莫德34柱師團副團長，柱爵。拉米亞的母親。留著粉色頭髮，綠色眼睛，戴著鑲有寶石的頭環。是賈巴沃克青梅竹馬。因指責焰王無領導能力，使他大哭（男鹿雖暫時制止住但無法持久），造成校舍被燒毀。在番外篇中意識到拉米亞已經長大而開心。
拿格
配音：白石涼子（日本）；林美秀（台灣）；鄧潔麗【Animax版】／駱慧怡【HKTV版】（香港）
貝赫莫特34柱師團，柱爵，稱號是「水龍王」拿格。水藍色的頭髮和瞳孔，面無表情的美少年。性格冷静沈着。與古拉菲爾一同來到人間，之後與古拉菲爾一同前去支援賀多卡斯，但三人合力仍不敵早乙女，於是三人撤走。再次來到人間界時，最後被剛修行完男鹿以「連鎖大爆殺」擊敗。名字取自于印度神话里的天龙八部的龙王娜迦。
水燼濁濁·蛇龍掌
將手掌朝前方，左手疊在右手上輔助，像前方發出強大的黑色魔力漩渦。
凱札路庫亞托路（羽蛇神）（Quetzalcoatl）
配音：河西健吾（日本）；梁興昌（台灣）；張振熙【Animax版】／黃榮璋【HKTV版】（香港）
貝赫莫特34柱師團，柱爵。外表像小丑。能力是操縱，使人對其言聽計從。喜歡玩遊戲。在「惡魔野學園」篇中，設下各種遊戲關卡阻擋男鹿一行人，最後男鹿在姬川的帮助下通关其设的数独游戏后成功击破游戏。名字取自于南美洲地区阿兹特克神话里的羽蛇神魁扎尔科亚特尔。
巴吉力斯庫（Basilisk）
配音：丹澤晃之（日本）；林谷珍（台灣）；郭立文【HKTV版】（香港）
貝赫莫特34柱師團，柱爵。外表像大叔，刁著雪茄，右眼有二條疤。武器是雙刃斧頭。只要跟他的邪眼對上便無法動彈，在「惡魔野學園」篇中，被男鹿以「超級喝奶時間」擊敗。名字取自于欧洲中世纪里的传说生物鸡蛇巴西利斯克。
薩拉曼達（Salamander）
配音：中川慶一（日本）；何志威（台灣）
貝赫莫特34柱師團，柱爵。長髮，瞇瞇眼，總是面帶微笑的男子。在「惡魔野學園」篇中，將希路達綁在十字架上並用「炎之寶物」以火刑的方式燒掉希路達的記憶。用「火焰人偶」催眠了男鹿跟東条，並企圖讓他們互相殘殺，不料其能力早以被破解，反遭男鹿跟東条的重拳擊敗。名字取自于欧洲中世纪时期的炼金术生物火蜥蜴沙罗曼达。
夜刀
配音：佳月大人（日本）；蔣鐵城（台灣）
貝赫莫特34柱師團，柱爵。古拉菲爾的哥哥。深紫色頭髮，外表溫和，持有武士刀，刀法神速。在「惡魔野學園」篇中，一開始雖砍傷東条，但刀卻被東条的拳速所毀，後來與應龍一同聯手對抗東条。名字取自于日本本土神明夜刀神。
應龍（Yinglong）
貝赫莫特34柱師團，柱爵。穿著貝黑莫特柱師團的外套，裡面穿著中國的衣服。在「惡魔野學園」篇中，對東条的拳速比夜刀的刀法快感到吃驚，並要求夜刀以聯手的方式對抗東条。名字取自于山海经神话里帮助黄帝打败蚩尤的神兽应龙。
阿南妲（Ananta）
貝赫莫特34柱師團，柱爵。中国風的女性。在「惡魔野學園」篇中，從後面偷襲並重創戰鬥中的邦枝葵，引發阿姬艾爾的叛變。
外表看似快打旋風的春麗。名字取自于印度神话里维护之神毗湿奴的大蛇娜迦舍沙或邪龙阿难陀。
弗栗多（Vritra）
貝赫莫特34柱師團，柱爵。有著中性外表的女性。名字取自于印度史诗摩诃婆罗多和梨俱吠陀里记载被雷神因陀罗或帝释天所击杀的邪龙娜迦弗栗多。
法夫納
貝赫莫特34柱師團，柱爵。名字取自于北欧史诗尼伯龙根之歌或沃尔松格传中守护财宝被勇士齐格弗里德或勇士齐格鲁德所斩杀的恶龙法夫纳。

##### 柱將
阿姬艾爾（Agiel）
配音：淺野真澄（日本）；劉如蘋（台灣）；柚子蜜【Animax版】／曾秀清【HKTV版】（香港）
貝赫莫特34柱師團，柱將，第1柱。紅髮女性，基本穿著只有類似情趣內衣與內褲，外披上貝黑莫特柱師團的外套，配有武士刀。僅用一根手指頭就可以把人彈飛，讓團裡的人覺得她是麻煩類型的人物。
初次與邦枝葵戰鬥敗北因而記住邦枝葵。在「惡魔野學園」篇中，原先想與邦枝一戰，卻目睹阿南妲從後面偷襲邦枝葵，宣稱無聊，因而叛變與邦枝葵一起戰鬥。
曾被古市用大魔王的面紙以簡易契約的方式招喚出來，並且瞬間就擊敗了神崎跟姬川。「殺六緣起」篇中，因敵不過鷹宮，而被重創。形象取自于所罗门七十二柱魔神中的魔神派蒙。
科莫爾
貝赫莫特34柱師團，柱將，第3柱。男性，在「惡魔野學園」篇中，被東条瞬間擊敗。名字取自于科莫多巨蜥或科莫多群岛。
汀
貝赫莫特34柱師團，柱將，第4柱。黑色長髮。在「惡魔野學園」篇中，被男鹿以「超級喝奶時間」擊敗。
艾莉姆
貝赫莫特34柱師團，柱將，5柱。女性，拿著一隻魔杖，外表是一個小女孩。自稱「小艾」。曾被古市用大魔王的面紙以簡易契約的方式招喚出來，但古市覺得沒用處，立即換掉了。
法芭斯
配音：朴璐美（日本）；劉如蘋（台灣）
貝赫莫特34柱師團，柱將，第6柱。女性。搖滾風的造型，手持雙刀，在「惡魔野學園」篇中，與緹利爾一同襲擊男鹿，直到邦枝葵出面對抗。
古拉菲爾（Graphel）
配音：高橋英則（日本）；梁興昌（台灣）；楊耀泰【Animax版】／郭立文【HKTV版】（香港）
貝赫莫特34柱師團，柱將，第7柱。柱爵拿格的直屬部下。初次登場就一腳踹飛與東条打架的出馬，之後後被東条打了一拳。最後被剛修行完的男鹿以「超級喝奶時間」擊敗。
黑卡多斯（Hecadoth）
配音：伊藤健太郎（日本）；何志威（台灣）；翟耀輝【HKTV版】（香港）
貝赫莫特34柱師團，柱將，第8柱。柱爵拿格的直屬部下。留著黑長髮，青色雙眼，以長槍作為武器。
曾挾持邦枝葵，並一擊刺穿希路達。最後被剛修行完的男鹿以「魔王的烙印」擊敗，曾被古市用大魔王的面紙以簡易契約的方式招喚出來。殺六緣起篇中再次被古市用大魔王的面紙招喚出來，並且擊敗墮天組No.7、No.8、No.9，隨後發現敵不過鷹宮並且勸古市逃走之時，剛好碰上秘密調查的柱師團成員，但最後還是被擊敗，被擊敗後便回去告訴拉米亞古市很危險。
庫內
貝赫莫特34柱師團，柱將，第10柱。八字眉，抽菸。在「惡魔野學園」篇中，被男鹿以「暗黑武鬥」擊敗。
拉貝德
貝赫莫特34柱師團，柱將，第11柱。光頭。在「惡魔野學園」篇中，被男鹿擊敗。「殺六緣起」篇中，敵不過鷹宮，而被擊敗。
內巴克
貝赫莫特34柱師團，柱將，第13柱。男性，帶著面具，在「惡魔野學園」篇中，被東条瞬間擊敗。
奧多奈爾（Odonel）
配音：平川大輔（日本）；林谷珍（台灣）；張振熙【Animax版】／杜景煜【HKTV版】（香港）
貝赫莫特34柱師團，柱將，第14柱。同時也是惡魔野學園內的學生。頭部包著繃帶，身體被鎖鍊纏住。「殺六緣起」篇中，敵不過鷹宮，而被擊敗。
帕米爾
貝赫莫特34柱師團，柱將，第15柱。女性，戴著頭巾。名字取自于帕米尔高原。
斯科薩利姆
貝赫莫特34柱師團，柱將，第18柱。緑髪美瞳的青年。在「惡魔野學園」篇中，比數獨輸給男鹿，因處罰全身衣服破掉而昏倒。
緹利爾
貝赫莫特34柱師團，柱將，第19柱。女性，手持雙劍，當男性攻擊她時，總會裝可憐。在「惡魔野學園」篇中，與法芭斯一同襲擊男鹿，直到邦枝葵出面對抗。
瓦巴姆
貝赫莫特34柱師團，柱將，第20柱。長得和狗一樣，叼著雪茄。曾被古市用大魔王的面紙以簡易契約的方式招喚出來，並沒有做任何事情就換掉了。
瓦斯波伽（Wasboga）
配音：内海賢二（日本）；林士程（台灣）
貝赫莫特34柱師團，柱將，第21柱。長相凶惡，綠色頭髮的男子。在「惡魔野學園」篇中，被用了「暗黑武鬥」的男鹿擊敗。
酷索布拉
貝赫莫特34柱師團，柱將，第22柱。胖子。名門世家的長子，在「惡魔野學園」篇中，被男鹿擊敗。曾被古市用大魔王的面紙以簡易契約的方式招喚出來，但瞬間被男鹿擊敗。「殺六緣起」篇中，敵不過鷹宮，而被擊敗。
尤西艾爾
貝赫莫特34柱師團，柱將，第23柱。女性，左眼有黑色眼罩。在「惡魔野學園」篇中，被男鹿以「暗黑武鬥」擊敗。
澤拉（Zela）
配音：村上裕哉（日本）；梁興昌（台灣）；楊耀泰【Animax版】／李安邦【HKTV版】（香港）
貝赫莫特34柱師團，柱將，第24柱。同時也是惡魔野學園內的學生。紫髮男子，左臉邊有一條疤。
賈巴沃克直屬之柱
魯娜娜
貝赫莫特34柱師團，賈巴沃克的直屬之柱之一，女性，皮膚黝黑，武器是三節棍。
林德沃姆
貝赫莫特34柱師團，賈巴沃克的直屬之柱之一，男性，長髮。名字取自于欧洲神话里像西方龙的传说生物林德虫。
齊林
貝赫莫特34柱師團，賈巴沃克的直屬之柱之一，男性，雙眼綁上蒙眼帶，武器是雙枴。名字取自于山海经里的神兽麒麟。

#### 其他魔界居民
阿庫巴巴（Akubaba）
配音：高橋里枝／高橋研二（日本）
希路達策騎的怪鳥，為希路達代步所用。曾經被命令阻止男鹿，但被一腳擊倒。曾帶排尿中的卜寶飛往大海。居住在古蘭度魔境的野生阿庫巴巴是喲噗嚕星人的同伴，比家養的更巨大且兇暴。
亞斯蘭
神秘的黑色束馬尾長髮的劍客。持有能作次元傳送的魔具寶玉。受命在布拉都的魔境的盜賊街回收13件被盜寶具。能以單手輕鬆的推倒巨大化的卜寶。
喲噗嚕星人
配音：丹澤晃之（日本）
是居住在布拉都的魔境中最友好的惡魔族。叫聲是「呦噗嚕」，被攻擊的話會呼喚野生的阿庫巴巴。
盜賊團的首領
配音：竹田雅則（日本）；梁興昌（台灣）；陳健豪【Animax版】／黃志明【HKTV版】（香港）
綁走安潔莉卡的幕後主使者，逃走的時候被巨大化後的卜寶踩扁。
伽雷
配音：板取政明
短髮，右面垂藉小辮子和刺青。盗賊團。被男鹿瞬殺掉。
艾達
配音：里卓哉（日本）
禿頭，留鬚子，頭頂有刺青。盗賊團。被男鹿瞬殺掉。
奘伽
配音：乃村健次（日本）；何志威（台灣）；郭立文【HKTV版】（香港）
禿頭，留鬍子鬚子。古蘭度魔境的盜賊街的監督官。使用長柄刀作武器。
布拉都的主宰
在布拉都的魔境中居住的惡魔，體型超巨大的石巨人。為懲戒過度捕獵魔獸的強盜們，而降臨強盜集結地。不敵巨大化後的卜寶，被安潔莉卡勸回去。單行本漫畫中作者經透露，原本設定是由呦噗嚕星人變身而成，但與編輯等人討論後放棄此設定，改為布拉都的魔鏡中的主宰者。

### 所羅門商會
想讓別西卜和撒旦進行無止盡的戰爭來毀滅世界。組織名字來自於古代以色列王「所羅門」。其總部最後被為妻子復仇的大魔王單人匹馬摧毀。
長老
三個老人，所羅門商會的BOSS，被大魔王擊敗。
約翰（Johann）
被稱為「所羅門商會的死神」。製作劇本讓男鹿跟各樣各式的強者對打，包括東邦神姬、聖石矢魔-六騎聖、貝赫莫特34柱師團、殺六緣起等。把其他六個七宗罪借給殺六緣起。認為已經沒有價值的人（棋子）都會殺掉。在美國被男鹿連同結界亦起被轟飛，卻只受輕傷。
皇
與約翰取得連絡的人。
米琪（Mitchī）
商會的打手，但實力卻完全不強。跟秋則是情侶。在跟鷹宮對決時，負責牽制早乙女禪十郎。在男鹿家跟男鹿打，結果被套住網子。
-  坎瑟 ：黃道十二門的惡魔，代表巨蟹座。被男鹿跟卜寶「電」成烤蟹。

秋則（Akinori）
跟米琪是情侶，卻很花心。有擺奇怪鬼臉的習慣。在跟鷹宮對決時，負責牽制早乙女禪十郎。在男鹿家遇上美咲，卻被沒有惡魔之力的對方輕易打敗，隨後跟赤星打，結果輸了。似乎知道瑪門真正的樣子。
- 里貝拉：黃道十二門的惡魔，代表天秤座。被赤星以「赤紅子彈」貫穿。名字取自于西班牙画家里贝拉。
- 斷罪守天秤：秋則的絕招，被赤星擋下。

柯里（Colie）
KINGJOKER的頭目。原本要跟男鹿打，結果話還沒講完就被男鹿連同陶洛斯一起轟下去。後幫男鹿他們帶路，卻被約翰以槍往腦部射下去，所幸有陶洛斯的魔力保護而沒死。
- 陶洛斯：黃道十二門的惡魔，代表金牛座。被男鹿以「魔王紋章」轟下去。恶魔名字取自于希腊神话里的牛头人米诺陶诺斯。

秘書
時常在艾莉絲身旁。當艾莉絲想突破結界時，把她給打傷。

### 斬首島
斬首島——島上住著大量下級悪魔（俗稱悪靈），因為它們沒有實體，所以通通都附身在人偶之內。
斑鳩醉天
本名  ，與早乙女禪十郎、邦枝忍（邦枝葵母親）從中學時期就認識，也是從石矢魔高中畢業，嘴上常常會掛著輕蔑的態度，但在醉酒後會巴著別人吐露過去的事蹟。現居住在斬首島。
有傲嬌性格，喜歡喝酒，但酒量很差，喝多後愛撒酒瘋，從醉酒後的態度得知她似乎很喜歡早乙女禪十郎。曾自稱是早乙女的老婆。
本作中除男鹿的姐姐之外第二個能將男鹿辰巳踩在腳下的女性存在，身手了得，指導男鹿辰巳和邦枝葵暗黑武鬥的技巧。
狐火
借助契約悪魔之力以產生多個火焰來攻擊對手。
村長
斬首島的村長。下級惡魔。
心眼結界
暗黑武鬥之技。
花村
酔天家的廚師。下級惡魔。

### 其他角色
樫野諫冬（Kashino Isafuyu）
配音：早見沙織（日本）；龍顯蕙（台灣）；莎拉【Animax版】／顏頌怡【HKTV版】（香港）
男鹿等人修行期間居住寺廟中的女子。可以看見魔力，有靈媒體質。母親似乎是魔界的人，可能擁有惡魔的血統。
小狛（Kokoma）
配音：JP（日本）；龍田直樹（台灣）；TW（香港）；梁興昌（中國大陸）
自稱天狗的一隻狛犬，是邦枝葵的契約者，個性非常好色，在這部作品中狛犬是古代惡魔種族被稱為西沙里翁，移居到人界後，被人們當成驅魔降妖的獸神，據說是因魔界生存戰而逃到人間，每次被邦枝葵修理得很慘，因為是有契約者，只有邦枝葵才能看見他(以及樫野諫冬)，因此邦枝葵才擁有魔力，在51話中首次亮相登場，在大森寧寧與烈怒帝瑠等成員要說服邦枝葵的時候，聖母瑪麗亞學園前來挑釁，在小狛的性騷擾下，全員全身而退，因為沒在祠堂反省，再度被邦枝葵修理。
巡警先生
配音：中川慶一（日本）；梁興昌（台灣）
在趕回家玩魔物獵人的時候被婦人們帶來逮捕男鹿。刻薄的說話態度正惹邦枝葵出手之前，被男鹿丟進垃圾桶裡分類回收了。
高島（Takashima）
配音：村上裕哉（日本）；林谷珍（台灣）
古市在國中時期的學長，西高的老大。在市民泳池遇上古市，調戲寧寧和千秋，古市出頭阻止後逃走。藉詞有人遇溺清空泳池追補古市，被卜寶的電擊擊倒。
播磨（Harima）
男鹿在硬田中學一年級時遇上敲詐三木的不良學生。被男鹿踢倒而且被命令下跪。
孟德斯鳩
配音：水島大宙（日本）；何志威（台灣）；郭俊廷【Animax版】（香港）
存在於男鹿被打進啣尾蛇骨頭而進入的內心世界中。長相與古市一樣，頭以下卻是肌肉男。無故毆打男鹿時會叫出「三權分立！」。名字取自于法兰西思想家和名著论法的精神的律师孟德斯鸠

## 用語
Contract spell
正式契約的印記。與惡魔交換契約的人類身體某部分將刻上紋章。如果惡魔與契約者同步率越高，紋章的花紋會越變複雜，並擴散到全身，契約者變成惡魔的風險也會越高。
蠅王紋
王族的標記。過去幾千年僅只有數個人類被刻上蠅王紋。到目前為止，只出現在男鹿右手手背上而已。
王臣纹
宣示對王誓死效忠的人才能獲得「戰士的稱號」，每個人的數字似乎不同，但數字大小無關實力，目前奈須的手下、鷹宮的手下跟東邦神姬都擁有王臣紋。
紋章使（スペルマスター）
能以高於惡魔的地位訂立契約，操縱惡魔的人。傳聞早已消失於上個時代。
魔力
由惡魔所使用的力量，隨著惡魔等級的不同，魔力的強弱也會不同。當惡魔到人間時，必須與人類成立契約，才能發揮魔力的最大能量
契約者
與惡魔簽訂契約的人類，契約者必須要是強者，還有適應性，隨著和不同等級的惡魔簽約，與之簽約對象的人類魔力也會不同。
王　熱　病
高危病患者多為王族這類潛在魔力高的惡魔，成因源自體內無法暢順釋出的過量魔力。其病徵與智慧熱相似，其實就是嬰兒在成長期間發燒的一種現象。
高山上的魔二津（たかがみねのまっぷたつ）
以前以惡魔修業場之名令人們恐懼而不敢接近的地方，現變成熱鬧的休閒勝地。深山中有邦枝家的寺廟，亦是男鹿帶卜寶修行的地方。後來男鹿辰巳與帝毛高工的影組等人在此處接受撫子的修練，大體上是手部觸摸石塊使其分為兩半的修練。
魔二津和分兩半的日文發音相同。
斬首島（くびきりじま）
男鹿等人前往修行的地方，島上住著許多附身在人偶的下級惡魔。
魔界
由大魔王統治的國度，居住了很多不同的魔族的異次元世界。
布拉都的魔境（ヴラドの魔境）
由時間操縱者‧布拉都‧多蘭克魯（時の権力者・ヴラド・ドラクル）探索回來，被評為可怕至極的山谷。
充滿了太古魔獸及未開發的原住部族的極度危險地域。是連王國也沒有權力管轄的非干涉區域。
惡魔野學園（あくまのがくえん）
以貝黑莫德為校長，34柱師團所有394名成員，包含焰王在內為學生所創立的學校。同時也是男鹿等人和34柱師團開戰的舞台。此外學校建立的地點在前石矢魔高中的土地。最後學校因為焰王被男鹿的話所感動而哭泣，而被燒成了灰燼。
惡魔（あくま）
侍女惡魔（じじょあくま）
為了侍奉主人而存在的女性惡魔。從出生前已經決定了所侍奉的主人。
次元轉送惡魔（じげんてんそうあくま）
能夠穿越次元傳送人或物件的惡魔。
邪龍族（じゃりゅうぞく）
魔界首屈一指的戰鬥民族。特徵是耳部周圍附有巨大的鰓。
下級惡魔（かきゅうあくま）
不屬於魔界又沒有實體的惡魔，俗稱惡靈。
大惡魔（ぐしょうあくま）
過去曾與現任大魔王爭奪魔界統治權的惡魔，魔力的強度跟力量不是一般的惡魔能相比的，目前出現的大惡魔只有路西法和瑪門還有撒旦。
黃道十二門（こうどうじゅうにもん）
以黄道十二星座為主題材的惡魔－蟹、天秤、牡牛。與七宗罪稍有不同。
七宗罪（ななたいざい）
在魔界仍處於國家分裂的混沌時代，當時７個勢力鬥爭的惡魔之王統稱。
道具
輕便型 魔獸捕獲籠（どこでも まじゅうほかくかご）
使用了魔界第一的礦場硬化惡魔堅石製造，有非常驚人強度，在魔境郊遊時抓到稀有魔獸時尤其有用。要注意組合的時候不可以站在裡面組合，需從外面進行。開關採用激發孩子玩樂心的形狀積木形式。
運行開關
隔斷結界發生裝置，是所羅門商會對付惡魔，而研發的超魔力無效化系統。
魔界玩具（Demon World Toys）
搖鈴
Ｂ仔最喜歡的玩具。
便攜式 魔獸捕獲籠
使用了魔界第一的礦場硬化惡魔堅石製造，有非常驚人強度，在魔境郊遊時抓到稀有魔獸時尤其有用。開關方法採用能夠激發孩子玩樂意欲的積木鑲嵌系統－－直到所有積木已被投放於正確位置前是無法開啟。因此用家在完成組裝前都必須站於籠外以確保安全。
超3D怪獸圖鑑
又名『飛出來吧 繪本怪獸』
爆炸青蛙呱呱
外型是個綠色的青蛙玩具，一按就會爆炸。
開心爆炸交響樂團
全自動暗殺木偶
魔界醫生遊戲特別版
藉著扮演護士和醫生的遊戲，幫助小孩子培育出豐富的情感。遊戲為求效果逼真，參加者的服裝在扮演醫生的小孩治好病人前無法脫下。
- 魔力吸吸貼（りょくチュ～チュ）

尊為魔界考生而設。貼於酸痛患處後，體內所積聚的多餘魔力﹑壓力及疲勞會被它逐漸吸走。強大魔力持有者不宜使用。
- 魔獸專用金油條（まじゅう よう のかんちょう）

不能對人體使用。
- 龍BB的冷卻噴霧

外表是頭藍色小龍，會從口中噴出冷卻噴霧，適用於治療燒燙傷。但是若激怒龍寶寶，龍寶寶身體會變紅然後噴出火焰燒盡一切！
- 獨角獸注射針筒（Unicorn Chuushaki）

藍色獨角獸造型的注射器，作為針頭的尖角部分非常的長。
- 燒焦X光機
- 屁股口罩（Ass mask）
- 爆破用小精靈

一按下按鈕就會發生大爆炸！適於累積太多壓力時發洩用。
- 銜尾蛇的神聖光芒（Ouroboros's Holy Light）

辅助类元素。神聖治愈，消除全部異常状态.。
魔法棒
是安祖麗嘉小時候，由其爸爸－阿倫狄龍所贈，據說是一支能實現願望的神奇魔法棒，因此她一直隨身攜帶。功能與魔界製造的「怦然心動變身魔杖」相若。
配合咒語揮動，可變身成魔法少女－光之妖精五人組（Fairies of Light 5）
變身咒語：
『ヨップル・ピップル・パムポッピン、ピップル・ヨップル・パムポッピン！』
只限18歲以下小朋友使用。（魔Ｂ都可以使用）
魔界的暑期作業（Demon World Homework）
被希路達形容為一個「不是你死，就是我亡，只有弱肉強食的世界」。實際上，只是身處魔界的大魔王突發奇想，而吩咐手下隨意為B仔安排的功課。
- 開心圖畫日記

是魔界新興，一款以圖畫或文字方式表達的功課。描繪在日記上的東西會被立體化呈現。
內容可以以圖畫或文字方式表達，而描繪在日記上的東西會隨即被立體化呈現，是魔界新興的作業形式，由此可見出題者毫無新意。
- 牽牛花種植套裝

內附的牽牛花種子會在一舜間急速成長成肉食植物－魔界牽牛花。與魔界旋花交配後，體型會變大，而且能夠自由行走。
- 魔界的捕蟲工具套裝

投影機公仔（Projector）
右手執有斧頭，身上寫著「軍曹」，懂得自由走動的粉紅色兔形的投影機。
銜尾蛇的靈藥（Ouroboros Miracle Drug）
一種能有效促使魔王養父成長的「霊薬」。由銜尾蛇骨所製，具有強力麻醉作用，令使用者隨即陷入昏睡，然後在一個圓環狀的精神世界裡不斷重複體驗某種事情（內容因人而異，而且有機會出現排斥反應）。由於該世界的情況與銜尾蛇吐食自身尾部的狀況有異曲同工之處，故有人會將之稱為「銜尾蛇的靈藥世界」。只有與魔王重新定立契約，再次接駁彼此之間的聯繫才能夠離開（甦醒）。
魔界的揚聲器（Boombox）
魔界出產的收音機。早乙女曾用於自己早期修行之上，其後則用來協助男鹿修行。它能把所錄之音訊實體化為聲音主人的分身，該的分身會將主人的潜在能力發揮至極限。

## 出版書籍

### 漫畫
- 日本

| 卷數 | 標題 | 集英社         | 集英社                 |
| 卷數 | 標題 | 發售日期       | ISBN                   |
| ---- | ---- | -------------- | ---------------------- |
| 1    |      | 2009年7月3日   | ISBN 978-4-08-874732-3 |
| 2    |      | 2009年9月4日   | ISBN 978-4-08-874774-3 |
| 3    |      | 2009年11月4日  | ISBN 978-4-08-874775-0 |
| 4    |      | 2010年2月4日   | ISBN 978-4-08-874797-2 |
| 5    |      | 2010年4月2日   | ISBN 978-4-08-870025-0 |
| 6    |      | 2013年5月2日   | ISBN 978-4-08-870666-5 |
| 7    |      | 2010年8月4日   | ISBN 978-4-08-870090-8 |
| 8    |      | 2010年11月4日  | ISBN 978-4-08-870128-8 |
| 9    |      | 2010年12月29日 | ISBN 978-4-08-870165-3 |
| 10   |      | 2011年3月4日   | ISBN 978-4-08-870193-6 |
| 11   |      | 2011年5月2日   | ISBN 978-4-08-870223-0 |
| 12   |      | 2011年7月4日   | ISBN 978-4-08-870259-9 |
| 13   |      | 2011年9月2日   | ISBN 978-4-08-870286-5 |
| 14   |      | 2011年12月2日  | ISBN 978-4-08-870318-3 |
| 15   |      | 2012年3月2日   | ISBN 978-4-08-870373-2 |
| 16   |      | 2012年6月4日   | ISBN 978-4-08-870405-0 |
| 17   |      | 2012年8月3日   | ISBN 978-4-08-870480-7 |
| 18   |      | 2012年10月4日  | ISBN 978-4-08-870519-4 |
| 19   |      | 2012年12月4日  | ISBN 978-4-08-870554-5 |
| 20   |      | 2013年3月4日   | ISBN 978-4-08-870619-1 |
| 21   |      | 2013年5月2日   | ISBN 978-4-08-870664-1 |
| 22   |      | 2013年7月4日   | ISBN 978-4-08-870767-9 |
| 23   |      | 2013年9月4日   | ISBN 978-4-08-870803-4 |
| 24   |      | 2013年11月1日  | ISBN 978-4-08-870836-2 |
| 25   |      | 2014年1月4日   | ISBN 978-4-08-870889-8 |
| 26   |      | 2014年4月4日   | ISBN 978-4-08-880042-4 |
| 27   |      | 2014年6月4日   | ISBN 978-4-08-880070-7 |
| 28   |      | 2015年5月1日   | ISBN 978-4-08-880411-8 |

- 中文版

| 卷數 | 台版標題                | 港版標題                  | 陸版標題                  | 東立出版社     | 東立出版社             | 文化傳信       | 文化傳信               | 浙江人民美术出版社 | 浙江人民美术出版社     |
| 卷數 | 台版標題                | 港版標題                  | 陸版標題                  | 發售日期       | ISBN                   | 發售日期       | ISBN                   | 發售日期           | ISBN                   |
| ---- | ----------------------- | ------------------------- | ------------------------- | -------------- | ---------------------- | -------------- | ---------------------- | ------------------ | ---------------------- |
| 1    | 撿到魔王                | 撿到魔王                  | 捡到一个魔王              | 2010年8月16日  | ISBN 978-986-11-8544-6 | 2010年12月10日 | ISBN 978-988-80-9103-4 | 2014年9月          | ISBN 978-7-5340-3981-2 |
| 2    | 兩個女生                | 兩個女人                  | 两个女人                  | 2010年10月6日  | ISBN 978-986-11-8784-6 | 2011年1月19日  | ISBN 978-988-80-9128-7 | 2014年9月          | ISBN 978-7-5340-3994-2 |
| 3    | 登場!!                  | 出場!!                    | 登场!                     | 2010年11月17日 | ISBN 978-986-11-9155-3 | 2011年2月2日   | ISBN 978-988-80-9156-0 | 2014年9月          | ISBN 978-7-5340-3995-9 |
| 4    | 煙火和打架是 石矢魔名產 | 煙花和打架是 石矢魔的名產 | 烟花和打架是 石矢魔的特产 | 2010年12月14日 | ISBN 978-986-11-9156-0 | 2011年3月15日  | ISBN 978-988-80-9183-6 | 2014年9月          | ISBN 978-7-5340-3996-6 |
| 5    | 真的嗎？                | 真的嗎？                  | 真的吗                    | 2011年1月5日   | ISBN 978-986-11-9531-5 | 2011年4月15日  | ISBN 978-988-81-1205-0 | 2014年9月          | ISBN 978-7-5340-3997-3 |
| 6    | 聖石矢魔學園            | 聖石矢魔學園              | 圣石矢魔学园              | 2011年1月27日  | ISBN 978-986-10-6175-7 | 2011年5月25日  | ISBN 978-988-81-1226-5 | 2015年1月          | ISBN 978-7-5340-4080-1 |
| 7    | 全面對決                | 全面對決                  | 全面对决                  | 2011年1月27日  | ISBN 978-986-10-6176-4 | 2011年6月30日  | ISBN 978-988-81-1248-7 | 2015年1月          | ISBN 978-7-5340-4082-5 |
| 8    | 排球決勝負!!            | 排球對決!!                | 排球定胜负!               | 2011年2月25日  | ISBN 978-986-10-6856-5 | 2011年7月21日  | ISBN 978-988-81-1268-5 | 2015年1月          | ISBN 978-7-5340-4081-8 |
| 9    | 魔王來了                | 魔王來了                  | 魔王来了                  | 2011年4月13日  | ISBN 978-986-10-6894-7 | 2011年8月15日  | ISBN 978-988-8112-76-0 | 2015年1月          | ISBN 978-7-5340-4079-5 |
| 10   | 愛哭鬼兄弟              | 愛哭的兄弟                |                           | 2011年5月16日  | ISBN 978-986-10-7431-3 | 2011年9月23日  | ISBN 978-988-8112-95-1 |                    | ISBN 978-7-5340-7282-6 |
| 11   | 電玩決勝負!!            | 打機決勝負!!              |                           | 2011年7月13日  | ISBN 978-986-11-7863-2 | 2011年11月4日  | ISBN 978-988-8113-14-9 |                    | ISBN 978-7-5340-7283-3 |
| 12   | 希爾德的憤怒            | 希路達的憤怒              |                           | 2011年8月11日  | ISBN 978-986-11-8166-3 | 2011年11月29日 | ISBN 978-988-8113-31-6 |                    | ISBN 978-7-5340-7284-0 |
| 13   | 要表現得像男鹿一樣      | 要像男鹿一樣              |                           | 2012年1月4日   | ISBN 978-986-10-8580-7 | 2012年1月5日   | ISBN 978-988-8113-52-1 |                    | ISBN 978-7-5340-7285-7 |
| 14   | 侵入！惡魔野學園        | 入侵！惡魔野學園          |                           | 2012年2月24日  | ISBN 978-986-10-9222-5 | 2012年3月12日  | ISBN 978-988-8114-06-1 |                    | ISBN 978-7-5340-7286-4 |
| 15   | 王與男鹿                | 王與男鹿                  |                           | 2012年5月9日   | ISBN 978-986-10-9720-6 | 2012年6月4日   | ISBN 978-988-81-1441-2 |                    | ISBN 978-7-5340-7258-1 |
| 16   | 辰巳先生                | 辰巳先生                  |                           | 2012年9月5日   | ISBN 978-986-10-9987-3 | 2012年9月13日  | ISBN 978-988-81-1497-9 |                    | ISBN 978-7-5340-7259-8 |
| 17   | 去修學旅行噠!!          | 去修業旅行的噠!!          |                           | 2012年10月3日  | ISBN 978-986-317-694-7 | 2012年10月29日 | ISBN 978-988-819-430-8 |                    | ISBN 978-7-5340-7287-1 |
| 18   | 去看英雄秀噠!!          | 去看英雄表演的噠!!        |                           | 2012年11月19日 | ISBN 978-986-324-123-2 | 2013年1月3日   | ISBN 978-988-819-458-2 |                    | ISBN 978-7-5340-7288-8 |
| 19   | 飛機頭                  | 飛機頭                    |                           | 2013年1月29日  | ISBN 978-986-324-571-1 | 2013年3月8日   | ISBN 978-988-819-483-4 |                    | ISBN 978-7-5340-7289-5 |
| 20   | 男鹿VS古市              | 男鹿VS古市                |                           | 2013年5月27日  | ISBN 978-986-332-084-5 | 2013年8月15日  | ISBN 978-988-8195-16-9 |                    | ISBN 978-7-5340-7290-1 |
| 21   | X'mas最終決戰!!         | X'mas最終決戰!!           |                           | 2013年6月28日  | ISBN 978-986-332-560-4 | 2013年10月24日 | ISBN 978-988-819-567-1 |                    | ISBN 978-7-5340-7961-0 |
| 22   | 殺六緣起                | 殺六兆頭                  |                           | 2013年8月14日  | ISBN 978-986-337-111-3 | 2014年2月11日  | ISBN 978-988-819-622-7 |                    | ISBN 978-7-5340-7962-7 |
| 23   | 深入了解王臣紋          | 簡單易明王臣紋            |                           | 2013年10月21日 | ISBN 978-986-337-368-1 | 2014年3月12日  | ISBN 978-988-8196-45-6 |                    | ISBN 978-7-5340-7963-4 |
| 24   | 鷹宮與路西法            | 鷹宮與路西法              |                           | 2013年12月23日 | ISBN 978-986-337-749-8 | 2014年4月25日  | ISBN 978-988-8196-46-3 |                    | ISBN 978-7-5340-7964-1 |
| 25   | 迫擊！三隻古市          | 迫擊！三古市              |                           | 2014年3月21日  | ISBN 978-986-348-231-4 | 2014年6月21日  | ISBN 978-988-8196-58-6 |                    |                        |
| 26   | 尋母幾千里?             | 萬里尋親記?               |                           | 2014年6月9日   | ISBN 978-986-348-863-7 | 2014年8月15日  | ISBN 978-988-8196-59-3 |                    | ISBN 978-7-5340-7966-5 |
| 27   | good叭噗!! 石矢魔高中   | GOODBUB!! 石矢魔高中         |                           | 2014年7月18日  | ISBN 978-986-365-211-3 | 2014年11月25日 | ISBN 978-988-8196-66-1 |                    | ISBN 978-7-5340-7967-2 |
| 28   | 親子之間                | 父與子                    |                           | 2015年7月17日  | ISBN 978-986-431-514-7 | 2015年8月19日  | ISBN 978-988-8318-97-1 |                    | ISBN 978-7-5340-7968-9 |

田村隆平短篇集
| 卷數 | 日版標題 | 台版標題          | 港版標題        | 集英社       | 集英社                 | 東立出版社     | 東立出版社             | 文化傳信     | 文化傳信               |
| 卷數 | 日版標題 | 台版標題          | 港版標題        | 發售日期     | ISBN                   | 發售日期       | ISBN                   | 發售日期     | ISBN                   |
| ---- | -------- | ----------------- | --------------- | ------------ | ---------------------- | -------------- | ---------------------- | ------------ | ---------------------- |
| 全   |          | 惡魔奶爸 魔王外傳 | 魔B爸B 魔王外傳 | 2011年9月2日 | ISBN 978-4-08-870354-1 | 2012年12月17日 | ISBN 978-986-317-284-0 | 2013年3月3日 | ISBN 978-988-819-497-1 |

### 小說
| 日版標題 | 台版標題                                        | 集英社        | 集英社                 | 東立出版社    | 東立出版社             |
| 日版標題 | 台版標題                                        | 發售日期      | ISBN                   | 發售日期      | ISBN                   |
| -------- | ----------------------------------------------- | ------------- | ---------------------- | ------------- | ---------------------- |
|          | 大長篇惡魔奶爸 卜寶☆西遊記 魔王化身孫悟空       | 2011年5月2日  | ISBN 978-4-08-703247-5 | 2012年7月23日 | ISBN 978-986-317-288-8 |
|          | 大長篇惡魔奶爸2 卜寶☆TIME TRAVEL 穿越時空的魔王 | 2011年12月2日 | ISBN 978-4-08-703253-6 | 2013年9月16日 | ISBN 978-986-337-301-8 |
|          | 大短篇惡魔奶爸 卜寶☆校外亂鬥!! 石矢魔混混列傳   | 2012年9月4日  | ISBN 978-4-08-703274-1 | 2014年2月20日 | ISBN 978-986-348-249-9 |

## 動畫

### OAD
惡魔奶爸 撿到大魔王的嬰兒!?（べるぜバブ 拾った赤ちゃんは大魔王!?）
2010年10月23日於『Jump Festa動漫巡演2010』上映。物語序盤のダイジェスト的な内容。単行本第9巻の限定版同梱DVDに本作が収録。
OAD是電視動畫開播前隨雜誌額外發售的劇情濃縮版。
制作人員（JSAT10）
- 原作 - 田村隆平（集英社『週刊少年JUMP』連載）
- 脚本 - 横谷昌宏
- 人物設計・総作画監督 - 吉岡毅
- 美術監督 - 東潤一
- 色彩設計 - 甲斐けいこ
- 撮影監督 - 松本敦穂
- 編集 - 瀬山武司
- 音響監督 - 高橋剛
- 音楽 - 高梨康治、藤澤健至
- 製片人 - 清水修
- 動畫制作 - studioぴえろ+
- 監督・分鏡・演出 - 高本宣弘
- 作画監督 - 中村深雪、Kim Je・Hyung、羽野廣範
- 効果 - 今野康之、赤平直樹（スワラプロダクション）
- 制作・著作 - 集英社

片頭曲「アッパレ☆番長参上!べるぜバブ!」
作詞 - 六ツ見純代 / 作曲 - 小杉保夫 / 編曲 - 藤澤健至 / 歌 - 竹内浩明

### 電視動畫
2011年1月9日開始於日本電視聯播網（NNS）開始播放，於3月6日播放至第9話，其後因3月11日發生的日本東北地方太平洋近海地震，使3月13日需要播放緊急特備地震報導，而暫停播放第10話，翌週電視台指出考慮災害因素，調整節目內容，改為重播夢色蛋糕師，於2011年3月27日復播。
台灣則由台視在2011年5月21日首播，時段為每週六下午六點半，此版的卜寶有穿尿布。OTT平台LiTV 線上影視同步上架。
- 第1話播放片尾曲時發生播放事故，本應提示贊助商的宣告畫面及聲帶片提早於片尾曲進行時播放。
- 日本原版播出帶中，卜寶是一絲不掛的；但海外放送版的播出帶中出現的卜寶加上「尿片」，故被戲稱為「和諧版」。然而在第八話的片尾，海外版和原版相同。
- 香港Animax版大部分名詞主要跟隨台版。

#### 製作
- 原作：田村隆平 （集英社《週刊少年JUMP》連載）
- 首席製作人：大熊保幸→伊藤憲浩（讀賣電視台）、早川英→山西太平（電通）、本間道幸
- 製作人：永井幸治（讀賣電視台）、古川慎（電通）
- 劇本統籌：橫谷昌宏
- 人物設定：吉岡毅
- 總作畫監督：番由紀子（日语：番由紀子）、石川健介、烏宏明（第49話－第60話）
- 美術監督：東潤一→清水健太
- 攝影監督：松本敦穗
- 色彩設計：、小野寺笑子
- 剪輯：瀨山武司（日语：瀬山武司）
- 音響監督：高橋剛（日语：高橋剛 (音響監督)）
- 音樂：高梨康治、藤澤健至
- 音樂製作人：藤田昭彥
- 動畫製作人：清水修
- 導演：高本宣弘
- 効果：今野康之、岩谷弘毅（Swara-Pro（日语：スワラ・プロ））
- 道具設定：岩永悦宜（日语：岩永悦宜）
- 動畫製作：Studio Pierrot +
- 製作：惡魔奶爸製作委員會（讀賣電視台、集英社、電通、Studio Pierrot）

#### 音樂
片頭曲
- 「噠噠噠」（第1話－第10話）

作詞：宮藤官九郎；作曲：；歌：Group魂
- 「開始是、再見（始まるのは、サヨナラ）」（第11話－第23話）

作詞：井上秋緒；作曲、編曲：浅倉大介；歌：ON/OFF
- 「Hey!!!」（第24話－第35話）

作詞：Kohshi Asakawa；作曲：Takeshi Asakawa；編曲：篤志；歌：FLOW
- 「Baby U！」（第36話－第48話）

作詞：MIZUE、；作曲：Zeenan；編曲：Mitsu Ishibashi；歌：MBLAQ
- 「Only you ～～」（第49話－第60話）

作詞：miku；作曲：角田崇德；編曲：宅見將典；歌：Lc5
片尾曲
- 「Answer」（第1話－第10話）

作詞：秋元康；作曲、編曲：伊藤心太郎；歌：no3b
- 「故作堅強（日语：つよがり (中川翔子の曲)）」（第11話－第23話）

作詞、作曲：；編曲：太田雅友；歌：中川翔子
- 「七色☆眼淚」（第24話－第35話）

作詞：Kenji、Jane；作曲：古川貴浩；編曲：釣俊輔；歌：Tomato n'Pine
- （第36話－第48話）

作詞、作曲、編曲：田尻知之、本澤尚之；歌：佐佐木希
- 「少女旅行者」（第49話－第59話）

作詞：tzk；作曲、編曲：高橋浩一郎；歌：9nine
- 「噠噠噠」（第60話）

作詞：宮藤官九郎；作曲：；歌：
插曲
- 「蠟像館（蝋人形の館）」（第5話）

作詞、作曲：ダミアン浜田；歌：聖飢魔II

#### 各話列表
| 集數   | 日文标题   | 台灣标题                         | 香港標題                       | 香港標題                       | 劇本       | 分镜             | 演出       | 作画监督                                     |
| 集數   | 日文标题   | 台灣标题                         | 香港電視                       | Animax                         | 劇本       | 分镜             | 演出       | 作画监督                                     |
| ------ | ---------- | -------------------------------- | ------------------------------ | ------------------------------ | ---------- | ---------------- | ---------- | -------------------------------------------- |
| 叭噗01 |            | 撿到魔王                         | 撿到魔王                       | 我撿到魔王                     | 横谷昌宏   | 高本宣弘         | 川西泰二   | 中村深雪 一居一平                            |
| 叭噗02 |            | 帶子太保 開始了                  | 湊仔大佬駕到                   | 首領開始撫養小孩了             | 横谷昌宏   | 蓮生霞           | 蓮生霞     | 藤原未來夫                                   |
| 叭噗03 |            | 又強又凶惡的傢伙在哪裡           | 又強又兇惡的傢伙在哪裡？       | 究竟又強又兇惡的人在那裏？     | 山口宏     | 植田秀仁         | 渡部穩寬   | 織岐一寬                                     |
| 叭噗04 |            | 魔王的尿床潰堤倒數計時只剩1秒    | 魔王的尿床潰堤倒數計時只剩一秒 | 魔王的尿床潰堤倒數計時只剩1秒  | 伊藤美智子 | 新留俊哉         | 佐佐木真哉 | Chang Bum Chul Kim Jac Hyung                 |
| 叭噗05 |            | 沒有錢解決不了的事情             | 沒有錢解決不了的事情           | 沒有錢解決不了的事情           | 岡篤志     | 影山楙倫         | 佐藤昌文   | 渡邊奈月                                     |
| 叭噗06 |            | 魔界送來的玩具                   | 魔界的玩具送來了               | 魔界玩具運到                   | 梅原英司   | 東出太           | 東出太     | 東出太                                       |
| 叭噗06 |            | 跟卜寶玩醫生遊戲                 | -                              | 跟卜寶玩醫生遊戲               | 梅原英司   | 東出太           | 東出太     | 東出太                                       |
| 叭噗07 |            | 魔王也要公園初登場               | 魔王也要公園初登場             | 魔王第一次去公園               | 柿村イサナ | 下田正美         | 松本正幸   | Park Chang Hwan Eum Ik Hyun Seo Jin Won      |
| 叭噗08 |            | 與你再次相逢                     | 與你再次相逢                   | 再次遇到你                     | 山口宏     | 松井仁之         | 西村博昭   | Ha Hyun Jo Chang Bum Chul                    |
| 叭噗09 |            | 戀愛龍捲風                       | 戀愛龍捲風                     | 戀愛龍捲風                     | 伊藤美智子 | ユキヒロマツシタ | 遠藤晉     | 宍戶久美子 杉本道明 武內啓 都竹隆治 野崎麗子 |
| 叭噗10 |            | 我有徒弟了                       | 我有徒弟了                     | 我有徒弟了                     | 梅原英司   | 植田秀仁         | 渡部穏寛   | 織岐一寛                                     |
| 叭噗11 |            | 用錢買不到的東西                 | 用錢買不到的東西               | 用錢買不到的東西               | 柿村イサナ | 新留俊哉         | 松本正幸   | Chang Bum Chul Ha Hyun Jo                    |
| 叭噗12 |            | 今晚不讓你睡                     | 今晚不讓你睡                   | 今晚不讓你睡覺                 | 梅原英司   | 今泉賢一         | 佐藤昌文   | 渡邊奈月                                     |
| 叭噗13 |            | 卜的實力測驗                     | 卜的實力測驗                   | 卜的實力測驗                   | 横谷昌宏   | 今泉賢一         | 川西泰二   | 一居一平 富山大輔                            |
| 叭噗13 |            | 希爾德 啟稟魔王大人              | 啟秉魔王大人                   | 希路迪啟稟大魔王大人           | 横谷昌宏   | 今泉賢一         | 川西泰二   | 一居一平 富山大輔                            |
| 叭噗14 |            | 你有必殺技嗎？                   | 你有必殺技嗎？                 | 你有必殺技嗎？                 | 山口宏     | ユキヒロマツシタ | 熨斗谷充孝 | 藤原未來夫                                   |
| 叭噗15 |            | 太保換上了泳衣                   | 太保換上了泳衣                 | 不良少年換上了泳裝             | 橫谷昌宏   | 影山楙倫         | 高橋英俊   | Cha Sung Han Part Chang Hwan                 |
| 叭噗16 |            | 你也滿有男子氣概的嘛             | 你也滿有男子氣概的嘛           | 你也挺有男子氣概的             | 山口宏     | 古川順康         | 古川順康   | 遠藤裕一 窪詔之                              |
| 叭噗17 |            | 魔界的作業該怎麼辦才好           | 魔界的作業該怎麼辦才好？       | 魔界功課怎麼做才好？           | 柿村イサナ | 松井 仁之        | 西村博昭   | Part Chang Hwan                              |
| 叭噗18 |            | 帶子太保結束了                   | 帶子太保，結束了               | 帶着孩子的首領，終於完結了     | 梅原英司   | 下田正美         | 川西泰二   | 武內啓 野崎麗子                              |
| 叭噗19 |            | 醫生來了                         | 醫生來了                       | 醫生來了                       | 柿村イサナ | 影山楙倫         | 清水聰     | 藤原未來夫                                   |
| 叭噗20 |            | 全員集合                         | -                              | 全員集合                       | 梅原英司   | 植田秀仁         | 渡部穏寛   | 織岐一寛                                     |
| 叭噗21 |            | 石矢魔最強的高手到底是誰         | 石矢魔最強的高手到底是誰       | 誰是石矢魔最強的高手？         | 横谷昌宏   | 松井 仁之        | 川西泰二   | 一居一平 富山大輔                            |
| 叭噗22 |            | 入山練功去                       | 入山練功去                     | 上山練功                       | 山口宏     | 今泉賢一         | 高橋英俊   | Cha sung ll                                  |
| 叭噗23 |            | 真假，去魔界                     | 真假？去魔界？                 | 回魔界                         | 橫谷昌宏   | 影山楙倫         | 松本正幸   | Part Chang Hwan                              |
| 叭噗24 |            | 我回來了，魔界                   | 我回來了魔界                   | 從魔界回來了                   | 柿村イサナ | 松井 仁之        | 熨斗谷充孝 | 藤原未來夫                                   |
| 叭噗25 |            | 新學期開始了                     | 新學期開始了                   | 新學期終於開始了               | 梅原英司   | 佐藤昌文         | 佐藤昌文   | 渡邊奈月                                     |
| 叭噗26 |            | 我可以叫你一聲大哥嗎             | 我可以叫你一聲大哥嗎           | 叫你老大行不行？               | 橫谷昌宏   | 下田正美         | 西村博昭   | Choi Jong Gi Park Jong Jun Jo Young Rae      |
| 叭噗27 |            | 被當成魔法少女了                 | 被當成魔法少女了               | 被當成魔法少女                 | 柿村イサナ | 松井 仁之        | 川西泰二   | 一居一平 野崎麗子                            |
| 叭噗28 |            | 來做健康檢查吧                   | 來做健康檢查吧                 | 來做健康檢查吧                 | 梅原英司   | 今泉賢一         | 高橋英俊   | Chang Bum Chul                               |
| 叭噗29 |            | 六騎聖是什麼？                   | 六騎聖是什麼？                 | 六騎聖是什麼？                 | 山口宏     | 下田正美         | 渡部穩寬   | 織岐一寬 中本尚                              |
| 叭噗30 |            | 六騎聖到底是誰？                 | 六騎聖到底是誰？               | 六騎聖到底是誰？               | 横谷昌宏   | 古川順康         | 古川順康   | 遠藤裕一 窪詔之                              |
| 叭噗31 |            | 還是沒分出勝負                   | 還是，沒分出勝負               | 還是沒分出勝負                 | 横谷昌宏   | 松井 仁之        | 松本正幸   | Part Chang Hwan Park Sang Jin                |
| 叭噗32 |            | 轉學少女發生了什麼事？           | 轉學少女發生了什麼事？         | 轉學少女發生了什麼事？         | 柿村イサナ | 下田正美         | 熨斗谷充孝 | 藤原未來夫                                   |
| 叭噗33 |            | 過去曾受過的傷                   | 過去曾受過的傷                 | 過去曾經受過的傷               | 梅原英司   | 植田秀仁         | 渡部穩寬   | 織岐一寬 中本尚                              |
| 叭噗34 |            | 女僕大騷動                       | 女僕大騷動                     | 女僕大騷動                     | 山口宏     | 佐藤昌文         | 佐藤昌文   | 柴多志朗                                     |
| 叭噗35 |            | 比賽開始的時間到了               | 比賽開始的時間到了             | 比賽開始的時間到了             | 柿村イサナ | 松井仁之         | 川西泰二   | 一居一平 野崎麗子                            |
| 叭噗36 |            | 終於分出勝負了                   | 終於，分出勝負了               | 終於分出勝負了                 | 梅原英司   | 下田正美         | 西村博昭   | Cha Sung ll Choi Jong Gi                     |
| 叭噗37 |            | 那個男人是老師                   | 那個男人，是老師               | 那個男人是老師                 | 梅原英司   | 渡部穩寬         | 渡部穩寬   | 織岐一寬 中本尚                              |
| 叭噗38 |            | 兄弟鬩牆 開始了                  | 兄弟鬩牆，開始了               | 兄弟鬩牆，開始了               | 柿村イサナ | ユキヒロマツシタ | 高橋英俊   | Chang Bum Chul                               |
| 叭噗39 |            | 原來哥哥是愛哭鬼                 | 原來哥哥是愛哭鬼               | 原來哥哥是愛哭鬼               | 横谷昌宏   | 松井仁之         | 松本正幸   | Park Sang Jin Part Chang Hwan                |
| 叭噗40 |            | 刺客不是客                       | 刺客不是客                     | 刺客不是客                     | 柿村イサナ | 下田正美         | 熨斗谷充孝 | 藤原未來夫                                   |
| 叭噗41 |            | 無路可退該怎麼辦                 | 無路可退！該怎麼辦！           | 走投無路，該怎麼辦？           | 梅原英司   | ユキヒロマツシタ | 岡辰也     | 織岐一寬 中本尚                              |
| 叭噗42 |            | 修行的時間到了                   | 修行的時間到了                 | 修行的時間到了                 | 山口宏     | 佐藤昌文         | 佐藤昌文   | 柴多志朗 渡邊奈月                            |
| 叭噗43 |            | 哥哥到底跑到哪裡去了             | 哥哥到底跑到哪裡去了？         | 哥哥到底跑去哪了？             | 柿村イサナ | 古川順康         | 古川順康   | 遠藤裕一 窪詔之                              |
| 叭噗44 |            | 一定要變強才行                   | 一定要變強才行                 | 一定要變強才行                 | 梅原英司   | 下田正美         | 西村博昭   | Cha Sung ll Jo Young Ree Kin Seong Beom      |
| 叭噗45 |            | 電動一天只能打一小時             | 電動一天只能打一小時           | 一天只能打電動一小時           | 柿村イサナ | ユキヒロマツシタ | 木村延景   | 森本由布希                                   |
| 叭噗46 |            | 燃燒吧，超絕合體！               | 燃燒吧！超絕合體！             | 燃燒吧，超絕合體               | 山口宏     | 松井 仁之        | 川西泰二   | 一居一平 野崎麗子 Park Hong Kun              |
| 叭噗47 |            | 讓你久等了                       | 讓你久等了                     | 讓你久等了                     | 橫谷昌宏   | 渡部穩寬         | 渡部穩寬   | 織岐一寬 中本尚                              |
| 叭噗48 |            | 我才是他爸                       | 我才是他爸                     | 我才是他爸爸                   | 橫谷昌宏   | 松井 仁之        | 高橋英俊   | Chang Bum Chul                               |
| 叭噗49 |            | 惡魔奶爸新春特別節目！卜卜西遊記 | 魔B爸B新春特別節目，B仔B仔西遊記！ | 魔B爸B新春特別節目！卜卜西遊記 | 柿村イサナ | 下田正美         | 松本正幸   | Park Chang Hwan Lee Suk In                   |
| 叭噗50 |            | 今天裡面的人不一樣               | 今天裡面的人不一樣！           | 今天裏面的人不一樣             | 梅原英司   | 古川順康         | 熨斗谷充孝 | 藤原未來夫                                   |
| 叭噗51 |            | 石獅子正在看著你                 | 石獅子正在看著你               | 石獅子在看著你                 | 山口宏     | 渡部穩寬         | 渡部穩寬   | 織岐一寬 酒井智史 筆坂明硯                   |
| 叭噗52 |            | 不良少年一個都不留               | 不良少年一個都不留             | 不良少年一個都不留             | 橫谷昌宏   | 松井 仁之        | 清水一伸   | 渡邊奈月                                     |
| 叭噗53 |            | 卜寶 我家寶貝大征服                | B仔我家寶貝大征服                | 卜寶，我家寶貝大征服             | 梅原英司   | 下田正美         | 西村博昭   | Lee Jeon Jong Cha Sung Il                    |
| 叭噗53 | 古市戀愛了 |                                  |                                |                                | 梅原英司   | 下田正美         | 西村博昭   | Lee Jeon Jong Cha Sung Il                    |
| 叭噗54 |            | 黑卜長大了                       | 黑卜長大了                     | 黑卜長大了                     | 柿村イサナ | 今泉賢一         | 川西泰二   | 一居一平                                     |
| 叭噗55 |            | 飛機頭不見了                     | 飛機頭不見了                   | 飛機頭不見了                   | 岡篤志     | 渡部穩寬         | 渡部穩寬   | 織岐一寬 中本尚 筆坂明硯                     |
| 叭噗55 |            | 大魔王來了                       | -                              | 大魔王來了                     | 岡篤志     | 渡部穩寬         | 渡部穩寬   | 織岐一寬 中本尚 筆坂明硯                     |
| 叭噗56 |            | 背叛我了嗎                       | 背叛我了嗎                     | 背叛我了嗎？                   | 山口宏     | 下田正美         | 高橋英俊   | Chang Bum Chul                               |
| 叭噗56 |            | 輪到男人們了…                    | -                              | 輪到男人了                     | 山口宏     | 下田正美         | 高橋英俊   | Chang Bum Chul                               |
| 叭噗57 |            | 要不要吃饅頭？                   | 要不要吃饅頭？                 | 想不想吃饅頭？                 | 柿村イサナ | 松井 仁之        | 松本正幸   | Lee Suk In                                   |
| 叭噗57 |            | 要不要混浴？                     | -                              | 想不想混浴？                   | 柿村イサナ | 松井 仁之        | 松本正幸   | Lee Suk In                                   |
| 叭噗58 |            | 惡魔野學園，開學了               | 惡魔野學園，開學了             |                                | 梅原英司   | 今泉賢一         | 熨斗谷充孝 | 竹內昭                                       |
| 叭噗59 |            | 我們才是最強的                   | 我們才是最強的                 |                                | 橫谷昌宏   | 渡部穏寬         | 渡部穏寬   | 織岐一寬 中本尚 筆坂明規                     |
| 叭噗60 |            | 不會說再見                       |                                |                                | 橫谷昌宏   | 高本宣弘         | 高本宣弘   | 一居一平 Young Rae Kim Hyon Ok               |

#### 播放地區
| 播放地區 | 播放電視台     | 播放日期                                                                | 播放時間                                            | 所屬聯播網 | 備註                 |
| -------- | -------------- | ----------------------------------------------------------------------- | --------------------------------------------------- | ---------- | -------------------- |
| 近畿地方 | 讀賣電視台     | 第1－9話：2011年1月9日－3月6日 第10－60話：2011年3月27日－2012年3月25日 | 星期日 7時00分－7時30分                             | 日本電視網 |                      |
| 日本全國 | 日本電視網29局 | 第1－9話：2011年1月9日－3月6日 第10－60話：2011年3月27日－2012年3月25日 | 星期日 7時00分－7時30分                             | 日本電視網 |                      |
| 日本全國 | Animax         | 2011年6月10日－6月24日 2011年7月1日－2012年8月10日                      | 星期五 19時00分－19時30分 星期五 19時30分－20時00分 | 衛星電視   | 有重播               |
| 栃木縣   | 栃木電視台     | 2016年1月18日－播放中                                                   | 星期一 23時30分－24時00分                           | 獨立局     | 栃木縣境內實質再放送 |

| 播放地區 | 播放電視台            | 播放日期                                                                  | 播放時間                                                    | 所屬聯播網  | 備註                                                     |
| -------- | --------------------- | ------------------------------------------------------------------------- | ----------------------------------------------------------- | ----------- | -------------------------------------------------------- |
| 臺灣     | 台視主頻              | 2011年5月21日－2012年8月4日 6月18日、11月26日、1月14日、6月23日暫停播映   | 星期六 18時30分－19時00分                                   | 有線電視    | 雙語廣播                                                 |
| 臺灣     | Animax                | 第1－25話：2011年12月27日－2012年2月6日 第26－60話：2012年8月2日－9月19日 | 星期一至五 19時30分－20時00分                               | 有線電視    | 有重播 時段別雙語廣播                                    |
| 臺灣     | AXN                   | 2013年7月1日－8月20日                                                     | 星期一至四 19時00分－20時00分                               | 有線電視    | 二集連播                                                 |
| 臺灣     | FOX Movies(台灣版)    | 2020年12月14日－2021年1月18日                                             | 星期一 19時00分－21時00分 星期二至五 20時00分－21時00分     | 有線電視    | 星期一四集連播 星期二至五19時重播，20時二集連播 雙語廣播 |
| 臺灣     | Animax HD             | 2017年3月31日－5月29日                                                    | 每天 20時30分－21時00分 4月22日止逢週六同時段停播           | 中華電信MOD | 有重播、中日雙語模式                                     |
| 香港     | Animax                | 第1－25話：2011年12月9日－2012年1月12日 第26－60話：2012年7月5日－8月22日 | 星期一至五 21時00分－21時30分                               | 有線電視    | 有重播、字幕 雙語廣播                                    |
| 香港     | 香港電視網絡 點播頻道 | 2014年11月19日 2014年11月24日－2015年1月26日                              | 星期三 6時00分 更新 星期一 6時00分 更新                     | 網絡電視    | 每次上載一星期最新集數                                   |
| 香港     | 香港電視網絡 直播頻道 | 2014年11月20日－11月23日 2014年11月24日－2015年1月26日                    | 星期四至日 22時00分－22時30分 星期一至日 23時00分－23時30分 | 網絡電視    | 粵語廣播 有重播                                          |

## 備註
1. ↑  別西卜是七宗罪裏代表「大食」的惡魔
2. ↑  原作最終話登場
3. 1 2  漫畫187話
4. ↑  據本人所說「零點幾秒的時間就像過了幾十秒」
5. ↑  漫畫第215話
6. ↑  動畫BUB13﹒期末考試以59分取得第一名。
7. ↑  曾被希路達和男鹿秒殺，動畫登場時以被秒殺的特寫介紹。其後參與美破的陰謀，襲擊寧寧和千秋。其中四人被夏目收拾掉，與美破一同行動的碇也再被男鹿瞬殺掉。
8. ↑  台灣單行本翻譯為「殺六緣起」，香港單行本翻譯為「殺六兆頭」
9. ↑  從漫畫第220話商會的刺客口中得知
10. ↑  瑪門在七宗罪中即代表「貪欲」
11. ↑  粵語發音相同，僅出現於香港中文版

## 外部連結
- （日語）
- （日語）「べるぜバブ」 集英社VOMIC内紹介ページ
- （日語）「べるぜバブ」ytv動畫官方網頁 （页面存档备份，存于）
- （繁體中文）「惡魔奶爸」台視官方網頁 （页面存档备份，存于）
- （繁體中文）魔B爸B-香港電視網絡介紹頁